# Armée du Nord (guerre rivoluzionarie francesi)
Armata del Nord (in francese Armée du Nord) fu il nome dato a diverse unità storiche dell'esercito francese.
La prima di queste armate fu creata il 14 dicembre 1791 durante la Rivoluzione francese e combatté distinguendosi durante la guerra della prima coalizione tra il 1792 e il 1795. Esisté con tale denominazione fino al 1797; tra le armate che si distinsero contro l'Europa dei coalizzati, fu quella del Nord a sostenere gran parte del peso delle battaglie tra il 1792 e il 1793.
Il primo comandante nominato nel momento della creazione dell'Armata del Nord fu Jean-Baptiste Donatien de Vimeur de Rochambeau, ma il sospettoso governo della Prima Repubblica francese lo accusò presto di tradimento e l'ex comandante sfuggì solo fortunosamente all'esecuzione. Tra il 1792 e il 1794 la ghigliottina avrebbe poi atteso altri comandanti che avevano fallito il loro compito, appartenevano semplicemente alla nobiltà o avevano dimostrato insufficiente zelo rivoluzionario. Sotto il comando di Charles François Dumouriez, l'Armata del Nord contribuì a sventare l'invasione prussiana della Francia nella battaglia di Valmy il 20 settembre 1792, e costituì inoltre una gran parte del contingente di truppe che Dumouriez stesso utilizzò nell'invasione del Belgio a danno degli austriaci e che portò alla vittoria nella battaglia di Jemappes il 6 novembre 1792; il 18 marzo 1793 gli austriaci tuttavia sconfissero Dumouriez nella battaglia di Neerwinden e questi, rischiando la ghigliottina, si consegnò al nemico.
Dopo le sconfitte nella battaglia di Raismes l'8 maggio e nella battaglia di Famars il 23 maggio, sotto la guida del generale Charles Édouard Jennings de Kilmaine l'Armata si scontrò con l'esercito della coalizione al Camp de César, nei pressi di Cambrai, il 7 agosto: nonostante il relativo successo e il salvataggio dell'intera Armata dall'annientamento, anche Kilmaine fu accusato di tradimento e sostituito. Sotto il generale Jean Nicolas Houchard l'Armata sconfisse i coalizzati nella battaglia di Hondschoote in settembre, anche se il comandante fu nuovamente sostituito e successivamente giustiziato per non aver sfruttato la vittoria; il suo posto fu preso da Jean-Baptiste Jourdan che, nonostante la vittoria nella battaglia di Wattignies nell'ottobre 1793, fu accusato di non aver adeguatamente protetto la Francia e destituito dal comando.
Il 9 febbraio 1794 il comando dell'Armata del Nord passò nelle mani del generale Jean-Charles Pichegru, ma questi era assente quando, tra il 17 e il 18 maggio 1794, la sua armata colse un'importante vittoria nella battaglia di Tourcoing sotto la guida temporanea di Joseph Souham e Jean Victor Marie Moreau. L'ala destra dell'Armata combatté quindi sotto Jourdan nella vittoriosa battaglia di Fleurus il 26 giugno. Poco dopo la posizione degli alleati nelle Fiandre crollò con la conseguente perdita per l'Austria del Belgio e la caduta della Repubblica delle Sette Province Unite nell'inverno del 1794-1795; durante questo periodo, l'Armata fu impegnata in operazioni di rastrellamento e assedi per il consolidamento della dominazione francese nei Paesi Bassi. Il 25 ottobre 1797 l'Armata del Nord cessò ufficialmente di esistere mentre le sue truppe divennero un esercito di occupazione nella Repubblica Batava appena creata.
Altre unità omonime operarono durante la guerra d'indipendenza spagnola, i cento giorni e la guerra franco-prussiana.

## Contesto storico

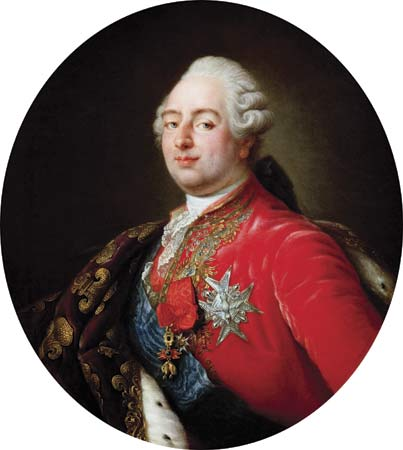
Luigi XVI

I drammatici fatti della Rivoluzione del 1789 avevano provocato il crollo della monarchia assoluta in Francia e instaurato un rapporto di costante conflittualità tra i deputati delle assemblee elette e il re Luigi XVI. Il sovrano non era disposto a subire la progressiva esautorazione e fin dal 20 ottobre 1790 diede ai suoi emissari pieni poteri per concordare segretamente, con i monarchi degli altri regni europei dell'Ancien Régime, un intervento politico-militare a suo favore per ristabilire le prerogative reali. Inizialmente alcuni governanti europei, come Giuseppe II d'Asburgo-Lorena imperatore del Sacro Romano Impero, interpretarono la Rivoluzione francese come un affare interno tra il re di Francia Luigi XVI e i suoi sudditi, e non come qualcosa in cui essi avrebbero dovuto interferire. Non appena però lo scontro cominciò a fondarsi su una retorica più spiccatamente antimonarchica e repubblicana, divenendo più stridente, le monarchie iniziarono a valutare lo sviluppo degli eventi con maggiore diffidenza e apprensione. Nonostante la rivoluzione avesse già assunto una connotazione sempre più radicale Leopoldo II d'Asburgo-Lorena, che era succeduto come imperatore a Giuseppe II nel febbraio del 1790, aveva ancora cercato di evitare la guerra ma, verso la fine dell'estate, egli, i maggiori esponenti della nobiltà francesi rifugiati in Austria e Federico Guglielmo II di Prussia, rilasciarono alla fine di agosto la Dichiarazione di Pillnitz, in cui affermavano la comunione di interessi tra i monarchi d'Europa e quelli di Luigi e della sua famiglia. La dichiarazione conteneva anche velate ma gravi minacce come conseguenza all'eventualità che fosse stata messa a rischio l'incolumità della famiglia reale francese.
Superata la crisi seguita alla fallita fuga di giugno e reintegrato nella sua sovranità, Luigi XVI riprese con rinnovato vigore le sue manovre per spingere le potenze continentali a intervenire in suo favore e mettere in esecuzione le minacce di Pillnitz; il 3 dicembre scrisse quindi una lettera personale a Federico Guglielmo di Prussia, richiedendo il suo aiuto, suggerendo la convocazione di un congresso delle potenze per decidere l'intervento e promettendo un indennizzo in denaro per le spese di guerra. In realtà il re francese giocava su due fronti continuando su quello interno a presentarsi, sostenuto dai Foglianti, come difensore della rivoluzione e della costituzione. Il suo intento era semplice: scatenare una guerra il cui esito, qualunque fosse stato, si sarebbe comunque risolto a suo vantaggio; se la Francia avesse vinto egli avrebbe acquisito il prestigio di un condottiero vittorioso, se fosse stata sconfitta le potenze europee avrebbero spazzato via le forze rivoluzionarie restaurando la sua precedente posizione di monarca assoluto. Per difendere la Francia, il 14 dicembre 1791 un decreto da parte del re istituì tre eserciti che costituirono il nerbo iniziale della Armée révolutionnaire française: l'Armata del Centro (Armée du Centre), l'Armata del Nord (Armée du Nord), e l'Armata del Reno (Armée du Rhin).

## Campagne
Al momento della creazione dell'Armata del Nord, il governo della Prima Repubblica francese nominò Rochambeau come suo comandante. Nel frattempo, dopo tre mesi di accesi dibattiti l'Assemblea legislativa decise in favore della guerra; il rifiuto di Leopoldo il 25 gennaio 1792 di annullare la dichiarazione di Pillnitz esacerbò ancora di più i rappresentanti, mentre il 21 febbraio la Prussia dichiarò che sarebbe entrata in guerra in caso di violazione dei confini della Germania da parte dell'esercito francese. Il 1º marzo 1792 l'imperatore Leopoldo II morì improvvisamente e il suo successore Francesco II assunse una posizione più dura e rigida, respingendo ogni richiesta francese; alla fine fu quindi la Francia a dichiarare guerra all'Impero austriaco con il voto dell'Assemblea legislativa il 20 aprile 1792, mentre solo una decina di deputati votarono contro.

### La prima offensiva in Belgio

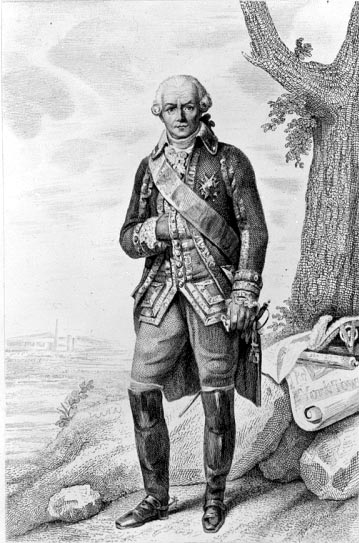
Jean-Baptiste de Rochambeau

L'offensiva francese prese le mosse il 28 aprile invadendo il Belgio, all'epoca un possedimento austriaco: guidata proprio da Rochambeau, questa offensiva aveva lo scopo di cogliere di sorpresa le forze austriache. L'Armata del Nord venne divisa in tre colonne: quella guidata da Armand Louis de Gontaut-Biron avanzò su Mons, l'altra guidata da Arthur Dillon marciò su Tournai mentre la terza si diresse su Veurne. L'attacco si trasformò subito in un disastro e il 29 aprile la controffensiva austriaca provocò la fuga precipitosa dell'esercito francese: quando la colonna di Biron si avvicinò a Mons due reggimenti di dragoni si sciolsero alla semplice vista del nemico, trascinando l'intera colonna nella fuga; contemporaneamente le truppe di Dillon si comportavano allo stesso modo nei pressi di Tournai, assassinando il loro comandante con una pretestuosa accusa di tradimento. La terza colonna si ritirò senza nemmeno aver avvistato le truppe austriache. Rochambeau si dimise dal comando e si ritirò nelle sue tenute, attirandosi però l'accusa di tradimento e sfuggendo in seguito solo fortunosamente alla ghigliottina. L'allora ministro degli esteri Charles François Dumouriez, facente in realtà funzioni di ministro della guerra, offrì pertanto l'Armata del Nord a Biron che cautamente rifiutò. Il ministro si rivolse quindi a Nicolas Luckner che fu spostato dal comando dell'Armata del Reno a quella del Nord.
Il 9 giugno 1792 Luckner marciò in Belgio con 20 000 uomini, catturando entro il 19 Menen e Courtrai. Rimasto però privo di rifornimenti, fu obbligato a ritirarsi su Valenciennes. Entro il 30 giugno, incalzate dal contrattacco austriaco lanciato dal generale Johann Peter Beaulieu, tutte le truppe francesi furono costrette a riparare su Lilla, dopo essere penetrate in Belgio solo per pochi chilometri.

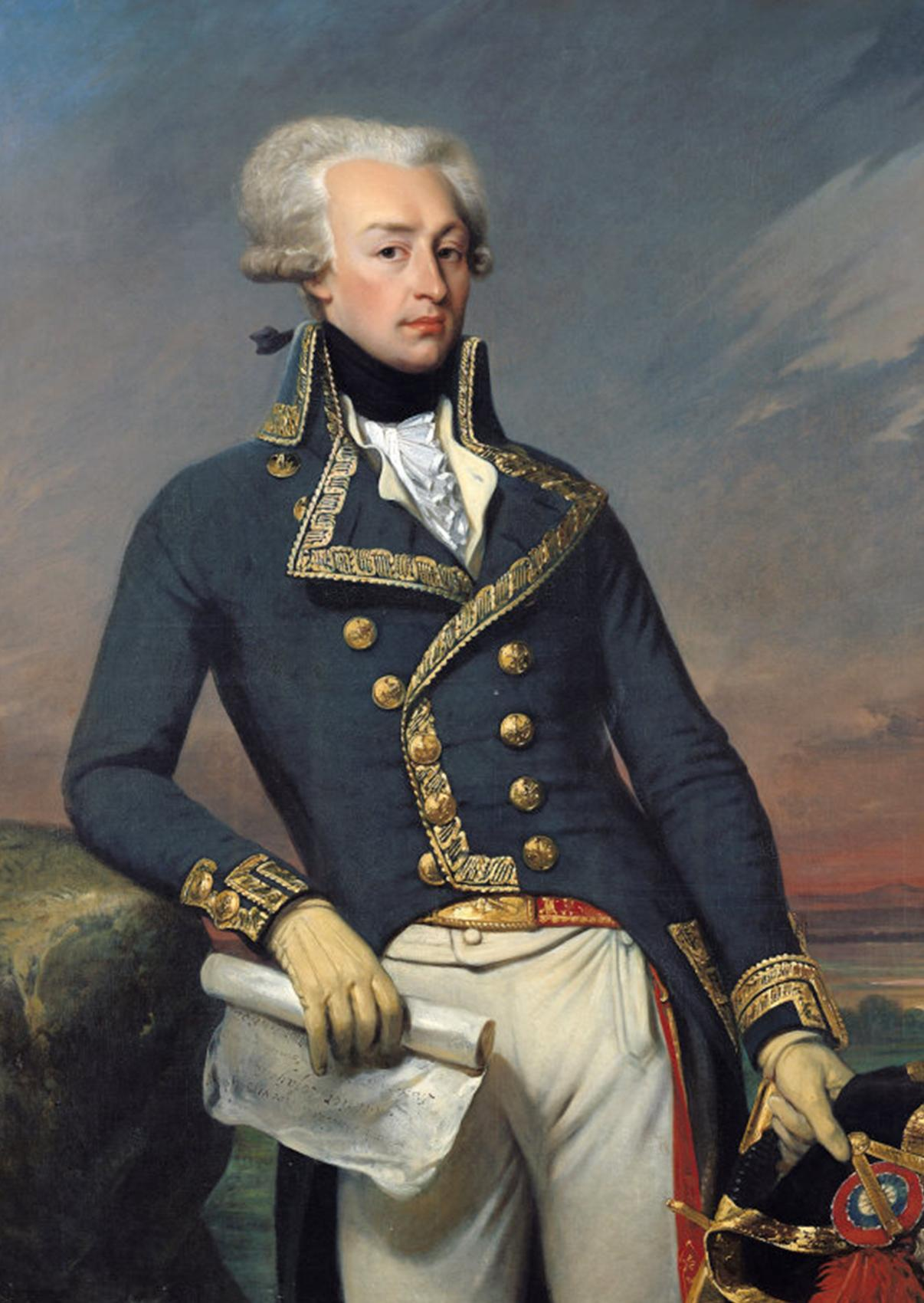
Il marchese Gilbert de La Fayette

A seguito dei disordini del 20 giugno a Parigi con l'occupazione da parte della folla del Palazzo delle Tuileries, il generale Gilbert du Motier de La Fayette, per restare più vicino alla capitale in modo da proteggere il re da ulteriori minacce, propose un chassé-croisé ("avvicendamento") al comando delle armate chiedendo quindi di prendere il posto di Luckner. Joseph Marie Servan de Gerbey, nuovo ministro della guerra, acconsentì e quindi il 12 luglio La Fayette prese il comando dell'Armata del Nord mentre a Luckner andavano quelli del Centro e del Reno.
Nel frattempo, già l'11 luglio l'assemblea parigina, molto allarmata dagli sviluppi della situazione militare, aveva proclamato la "patria in pericolo", destituito i generali ritenuti incapaci e inviato l'ormai ex ministro degli esteri Dumouriez sul fronte belga, organizzando nel frattempo l'afflusso dei volontari. Mentre il governo rivoluzionario mobilitava i volontari, il duca di Brunswick, comandante del principale esercito prussiano, risalì la Mosella e il 16 agosto attraversò la frontiera marciando su Parigi. Il duca di Brunswick aveva fatto precedere la sua avanzata dal Manifesto di Brunswick, un proclama intimidatorio, scritto da alcuni nobili émigré e sollecitato anche dalla regina, con il quale minacciava provvedimenti spietati nei confronti delle guardie nazionali e di incendiare Parigi in caso di violenze perpetrate nei confronti del sovrano. Il proclama, giunto a Parigi il 1º agosto, ebbe l'effetto controproducente di esaltare la resistenza rivoluzionaria e di motivare i volontari; esso inoltre favorì la detronizzazione definitiva di Luigi XVI dopo l'assalto alle Tuileríes il 10 agosto 1792. L'Assemblea legislativa, dopo questi fatti, votò la destituzione del monarca, che venne imprigionato con i suoi famigliari, e approvò l'elezione a suffragio universale di una Convenzione nazionale; il marchese de La Fayette tentò di guidare le truppe contro Parigi per rovesciare la situazione ma venne abbandonato dai suoi soldati e dovette riparare il 19 agosto in Belgio, consegnandosi agli austriaci che lo trasferirono nella fortezza di Olomouc.

### La battaglia di Valmy

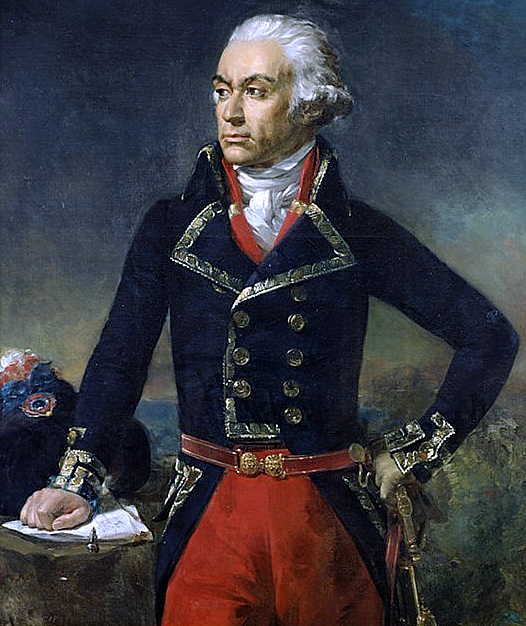
Il generale Dumouriez

In seguito alla defezione di Lafayette, Dumouriez ottenne, grazie anche all'amicizia con Georges Jacques Danton, il comando dell'Armata del Nord e gradualmente rinvigorì le sue truppe infondendo fiducia e nuove energie nei suoi battaglioni. Contemporaneamente François Christophe Kellermann veniva posto al comando dell'Armata del Reno sostituendo Luckner, congedato per incapacità.
L'intento iniziale era quello di riprendere l'avanzata in Belgio del cui possesso, sognando un giorno di poterlo governare insieme alla Repubblica delle Sette Province Unite, Dumouriez era ossessionato. L'avanzata di Brunswick verso Verdun interruppe la sua avanzata da Valenciennes e, invertita la marcia, il comandante francese decise di avvicinarsi all'armata nemica da tergo.
Il piano d'azione di Dumouriez era quello di bloccare l'avanzata degli alleati sull'Argonne, da lui definita le "Termopili della Francia". L'Argonne è caratterizzata da una serie di foreste che si estendono dall'altopiano di Langres fino alle Ardenne per una lunghezza di 60 km e una larghezza di 10 km: queste colline boscose sono difficilmente attraversabili a parte in cinque gole che Dumouriez, con soli 18/19 000 uomini ma ben 60 pezzi di artiglieria, raggiunse entro il 31 agosto riuscendo poi a presidiarle tutte tra il 5 e il 7 settembre. Nel frattempo Kellerman si spostava da Metz in suo aiuto, riunendosi però a Dumouriez solo il 19 settembre attorno al villaggio di Sainte-Menehould: portava non più di 16 000 uomini dall'Armata del Centro, ma si trattava di veterani ben addestrati, al contrario del gran numero di volontari in forza a Dumouriez. Le forze francesi si trovavano ora a est di quelle prussiane, dietro le loro linee. Teoricamente i prussiani avrebbero quindi potuto marciare dritto verso Parigi senza incontrare alcuna opposizione, ma questa condotta non poteva essere seriamente presa in considerazione: infatti la minaccia per le loro linee di approvvigionamento e di comunicazione era troppo grande per essere ignorata. La situazione sfavorevole era inoltre aggravata dal maltempo e da un allarmante numero di casi di dissenteria fra le truppe, con molti soldati in grado a malapena di reggersi in piedi, rendendo quasi impossibile continuare la marcia. Con poche altre opzioni disponibili, Brunswick si voltò indietro, si dispose a dare battaglia e la notte tra il 19 e il 20 settembre si accampò sulla strada tra Suippes e Valmy.

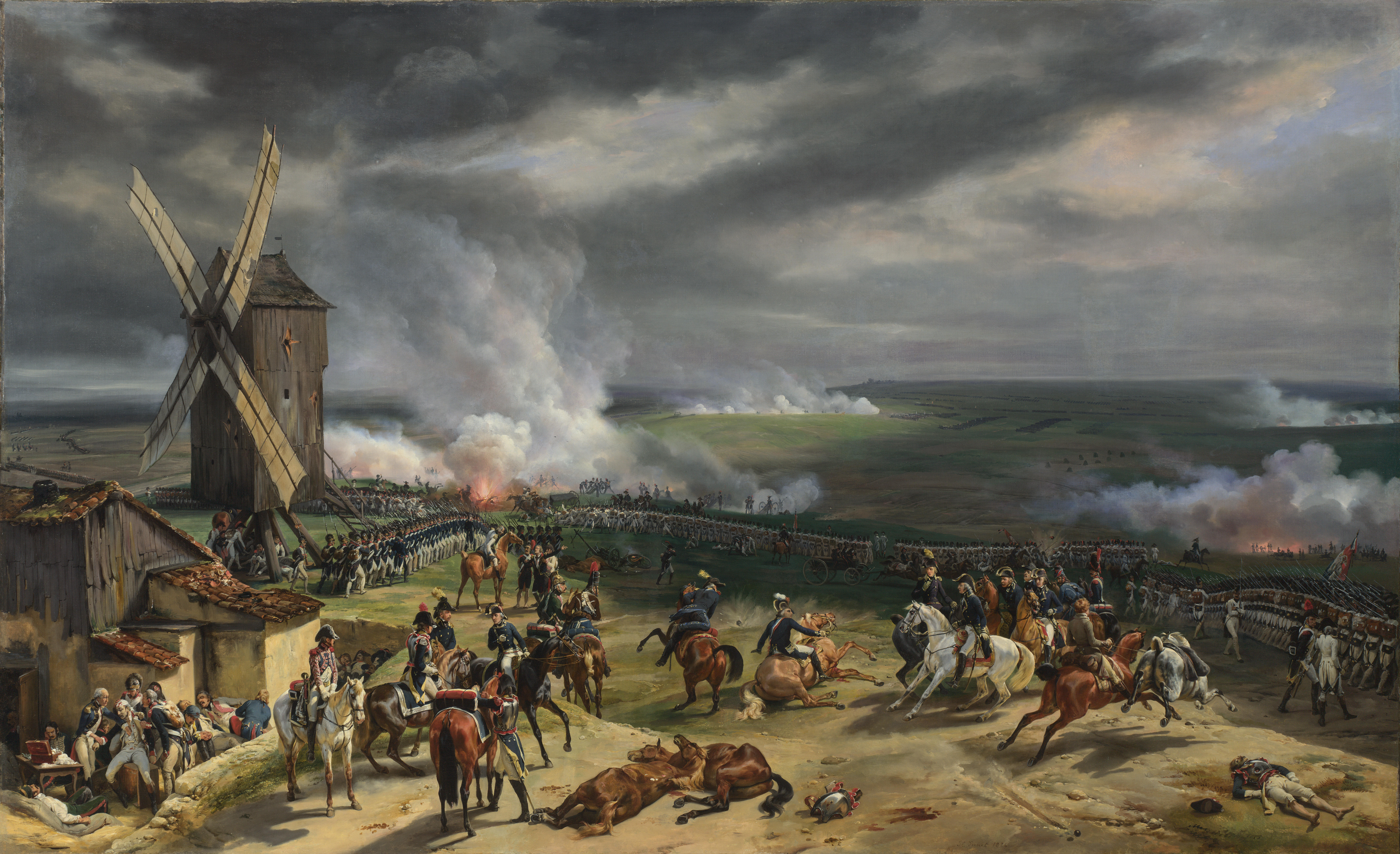
La battaglia di Valmy col mulino di Kellermann sullo sfondo

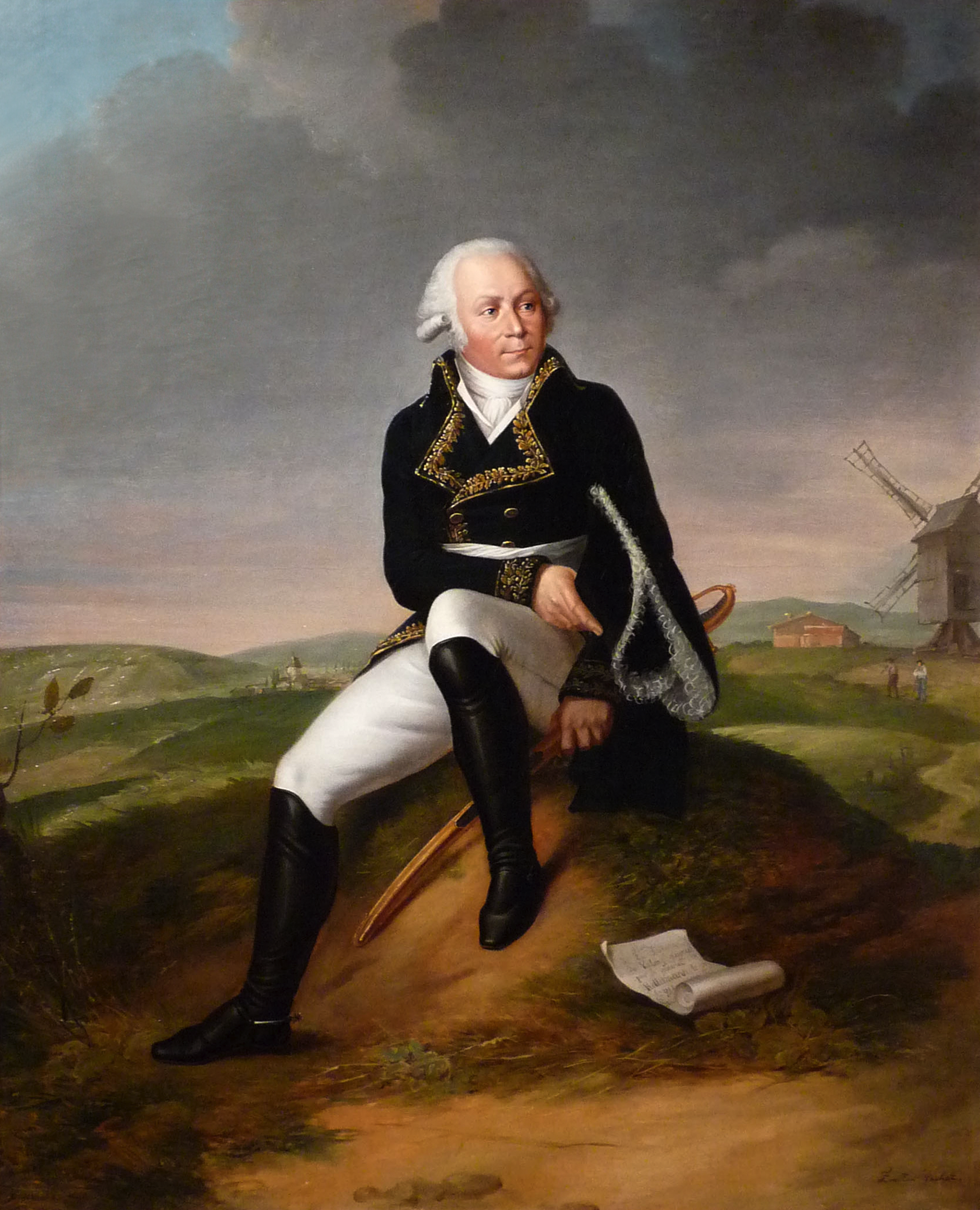
Il generale Kellermann

La mattina del 20 le armate si trovarono schierate una di fronte all'altra sull'altopiano di Valmy: paradossalmente i prussiani avevano Parigi alle spalle, i francesi la Germania. Brunswick lanciò la prima offensiva dirigendosi verso i boschi a nord, convinto di sbaragliare facilmente Dumouriez. Nel momento in cui la manovra prussiana era quasi completata, Kellermann fece avanzare la sua ala sinistra e prese posizione sui pendii tra Sainte-Menehould e Valmy dove istituì il suo posto di comando in un vecchio mulino a vento mentre i suoi artiglieri veterani vennero ben posizionati sulle colline intorno. Appena i prussiani emersero dai boschi, cominciò un intenso scambio di artiglieria a lungo raggio, e nel duello il fuoco delle batterie francesi si rivelò superiore. La fanteria prussiana tentò ancora un cauto e inutile sforzo per avanzare sul terreno aperto ma, coperte poche centinaia di metri, si trovò sotto il fuoco di quella francese lanciata in avanti dallo stesso Kellermann che, ritto sulle staffe del suo cavallo, sventolava il suo cappello con la coccarda tricolore sulla punta della sua sciabola, gridando: «Vive la Nation!». I soldati risposero con entusiasmo investendo e decimando la demoralizzata fanteria prussiana al canto de La Marsigliese e del Ah! ça ira, ma senza avanzare in maniera significativa. Cessato lo scontro delle fanterie, il cannoneggiamento durò fino al tramonto, con l'artiglieria francese che inflisse le maggiori perdite. Nel frattempo, di fatto, Dumouriez era rimasto a fare da spettatore.
Al termine della giornata le due forze in campo si equivalevano ancora sostanzialmente in termini di dimensioni: Kellermann e Dumouriez insieme potenzialmente con circa 35/36 000 soldati e 40 cannoni schierati, Brunswick con 34 000 e 54 cannoni. Probabilmente però frustrato dalla situazione di stallo e sicuramente scoraggiato dall'ottima posizione tenuta dall'avversario, con sorpresa di quasi tutti il comandante prussiano interruppe l'azione e si ritirò dal campo. Durante la notte i prussiani manovrarono per aggirare le posizioni francesi a grande distanza e iniziarono una rapida ritirata verso est. Il numero di vittime non era stato superiore alle trecento unità per i francesi e duecento per i prussiani.

### La battaglia di Jemappes

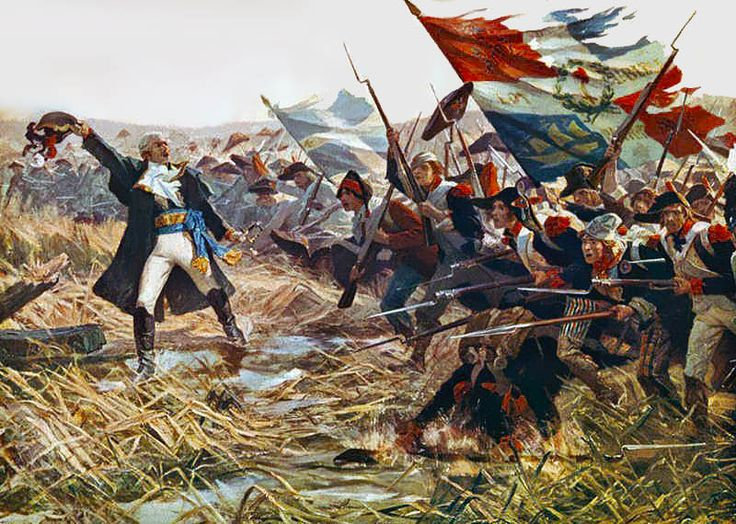
La battaglia di Jemappes

Dopo Valmy Dumouriez tornò a Parigi a tessere intrighi politici presso la Convenzione nazionale, al fine di ottenere l'autorizzazione a invadere il Belgio. La Convenzione gli diede carta bianca, oltre che il titolo di tenente generale degli eserciti della Repubblica. Il 20 ottobre tornò a Valenciennes mettendosi alla testa dell'Armée de la Belgique, un insieme eterogeneo formato da truppe dell'esercito reale, da volontari e da unità della Guardia Nazionale; 20 000 uomini provenivano dall'Armata del Nord. Formalmente, dal 28 settembre, quest'ultima era sotto il comando del generale Anne François Augustin de La Bourdonnaye che l'avrebbe conservato fino alla fine di novembre del 1792. Con decreto della Convenzione del 1º ottobre, l'ala destra dell'Armata del Nord aveva nel frattempo formato la nuova Armata delle Ardenne (Armée des Ardennes). Ottenuto il comando anche di quest'ultima, il 30 ottobre Dumouriez riprese l'offensiva marciando su Mons con circa 40 000 fanti, 3 000 cavalieri e 100 pezzi di artiglieria fermandosi poco prima delle colline di Cuesmes e Jemappes. Lo attendeva l'armata austriaca comandata dal duca Alberto di Sassonia-Teschen, con 11.628 fanti, 2.168 cavalieri e 56 cannoni, trincerati sull'altopiano a pochi chilometri da Mons.
La battaglia iniziò al suono della Marsigliese alle 7:00 del mattino del 6 novembre 1792. Dopo un inefficace duello di artiglieria, attorno alle 10:00 Dumouriez attaccò frontalmente dapprima in colonne, per ridurre le perdite, e quindi in linea, ma le truppe francesi furono fermate e disperse nel panico dal fuoco delle ridotte austriache. A quel punto i volontari sotto il comando di Louis-Auguste Juvénal des Ursins d'Harville, mai sottoposti prima di allora al fuoco nemico, non osarono più muoversi e rimasero inattivi. La destra di Pierre Riel de Beurnonville, incontrata una forte resistenza, non riuscì ad avanzare.

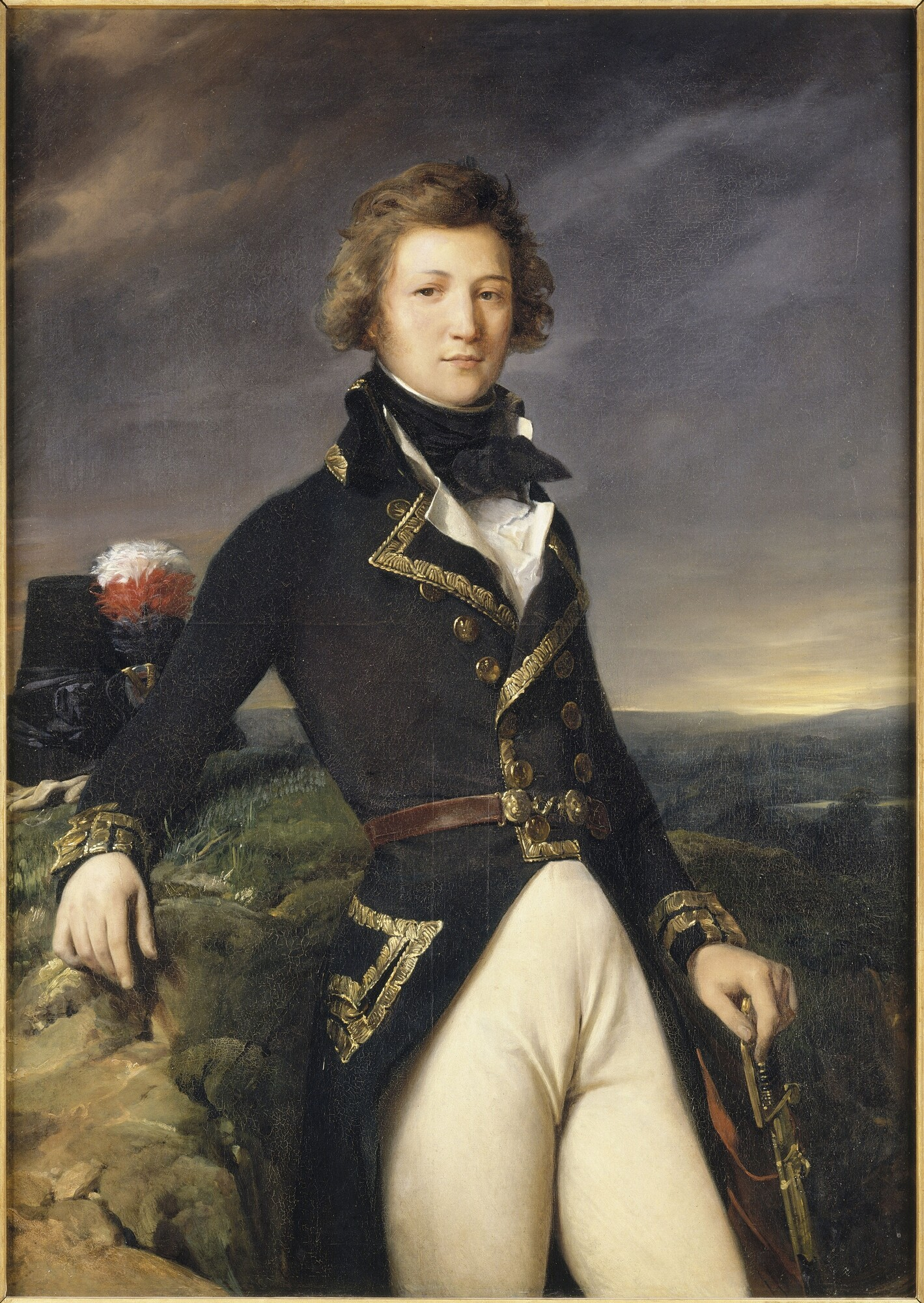
Luigi Filippo d'Orléans, duca di Chartres, nel 1792

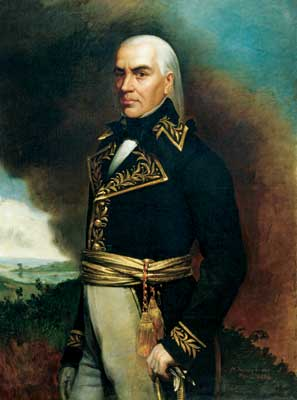
Il generale Francisco de Miranda, comandante dell'Armata del Nord dal 16 novembre 1792

A sinistra, Jean Henri Becays Ferrand riuscì a scalare l'altopiano di Jemappes con sei battaglioni ma dovette ritirarsi sotto il contrattacco della destra austriaca. L'eroe della giornata divenne quindi il duca di Chartres, futuro Luigi Filippo di Francia, noto allora come général Égalité, che riuscì a radunare alcune colonne di sbandati e ritardatari radunandole nel bataillon de Mons, col quale assalì violentemente il centro austriaco respingendolo su Mons. A quel punto Beurnonville contrattaccò a destra mentre Dumouriez tornava all'attacco al canto della Marsigliese e gridando ai suoi uomini «A votre tour, mes enfants!» ("Tocca a voi, figli miei!"). Sotto questa nuova pressione, le resistenze austriache cedettero e anche al resto delle loro truppe non rimase che riparare su Mons, lasciando la vittoria ai francesi.
Incerto e variabile a seconda delle fonti il numero preciso di perdite; queste furono comunque in numero simile per le due parti in campo. Smith riporta per i francesi circa 650 morti e 1 300 feriti; per gli austriaci 305 morti e 513 feriti oltre a 423 uomini e cinque cannoni catturati. La maggior parte delle vittime austriache cadde a causa dell'intenso fuoco dell'artiglieria francese.
Dumouriez entrò a Mons l'11 novembre, il 14 il tricolore francese sventolava a Bruxelles e il 30 a Liegi. Contemporaneamente venivano occupate le città di Charleroi, Namur, Ostenda, Bruges, Gand, mentre l'Armata del Nord, nel frattempo passata sotto il comando del generale venezuelano Francisco de Miranda, assediava Anversa. Ai primi di dicembre 1792 tutto il Belgio era stato conquistato ma Dumouriez già si riorganizzava per la conquista delle Province Unite, nonostante che la defezione della gran parte dei volontari avesse più che dimezzato il numero di effettivi delle sue truppe.

### La battaglia di Neerwinden

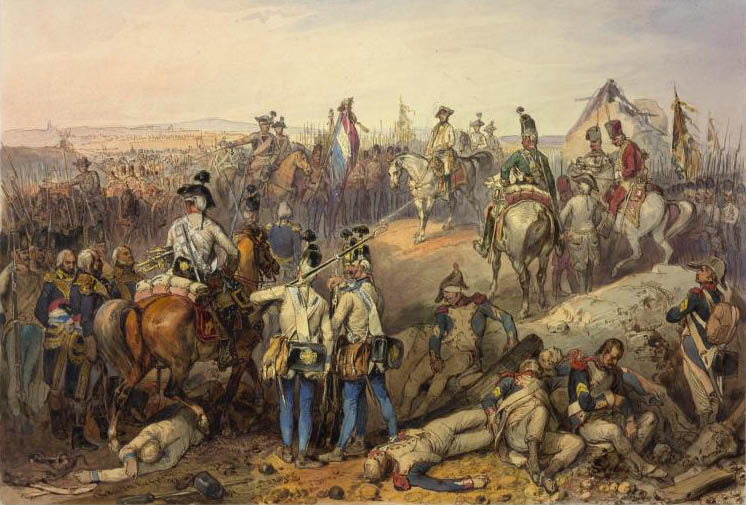
La battaglia di Neerwinden del 1793

Il piano di Dumouriez per l'invasione delle Province Unite era semplice: avrebbe lasciato i suoi luogotenenti, Miranda e Valence a contenere gli austriaci sulla Mosa e sulla Roër mentre egli sarebbe entrato nei Paesi Bassi per cercare di strapparli alla coalizione. Dumouriez avrebbe in realtà avuto l'opportunità di affrontare più vantaggiosamente gli austriaci dalla posizione già conquistata sulla riva occidentale del Reno, avvalendosi inoltre del prezioso supporto dell'Armata del Centro, ma preferì invece continuare a perseguire il suo tanto agognato progetto di invasione delle province olandesi. Nel condurre l'invasione contava di mantenere neutrale il Regno di Gran Bretagna, tuttavia il governo francese gli forzò la mano dichiarando guerra alla Gran Bretagna il 1º febbraio 1793 e ordinandogli contemporaneamente di aprire le ostilità senza ulteriore indugio.
Dumouriez intraprese quindi l'invasione con 15 000 fanti e 1 000 cavalieri, con cui si era appena rinforzato. In quel momento l'Armata del Nord, dal 2 febbraio di nuovo formalmente sotto il suo comando diretto, contava 18 322 uomini, l'Armata del Belgio 30 197, l'Armata delle Ardenne 23 479, il corpo di Harvelle era forte di 12 051 soldati, l'Armata d'Olanda ne contava 23 244 e c'erano 15 000 uomini divisi in varie guarnigioni in terra belga. Nel complesso, la forza dell'esercito francese nei Paesi Bassi poteva quindi contare su 122 293 uomini. Il 16 febbraio Dumouriez attraversò la frontiera inanellando una serie iniziale di incoraggianti successi. Il 21 febbraio raggiunse Maastricht dove lasciò Miranda a porre l'assedio con 10 000 uomini a cui si opponevano circa 8 000 difensori austriaci e olandesi sotto il comando di Karl Wilhelm Georg principe dell'Hesse-Darmstadt. Supportato dall'esercito di Valence e dal corpo di Harvelle, si spinse quindi ancora più a nord e Breda, Geertruidenberg e poi Willemstad si arresero senza quasi opporre resistenza, lasciando spesso ai francesi anche l'artiglieria. Giunto sulle rive dell'Hollandsch Diep, Dumouriez si riorganizzò per l'attraversamento in forze al fine di marciare su Rotterdam, Delft, L'Aia e Leida e quindi assediare Amsterdam. Dopo la cattura di Maastricht, Miranda si sarebbe dovuto riunire alla forza principale avanzando attraverso Nimega e Utrecht. Troppo impegnato però a occupare i Paesi Bassi, il comandante francese aveva dato agli austriaci troppo tempo per recuperare e contrattaccare.

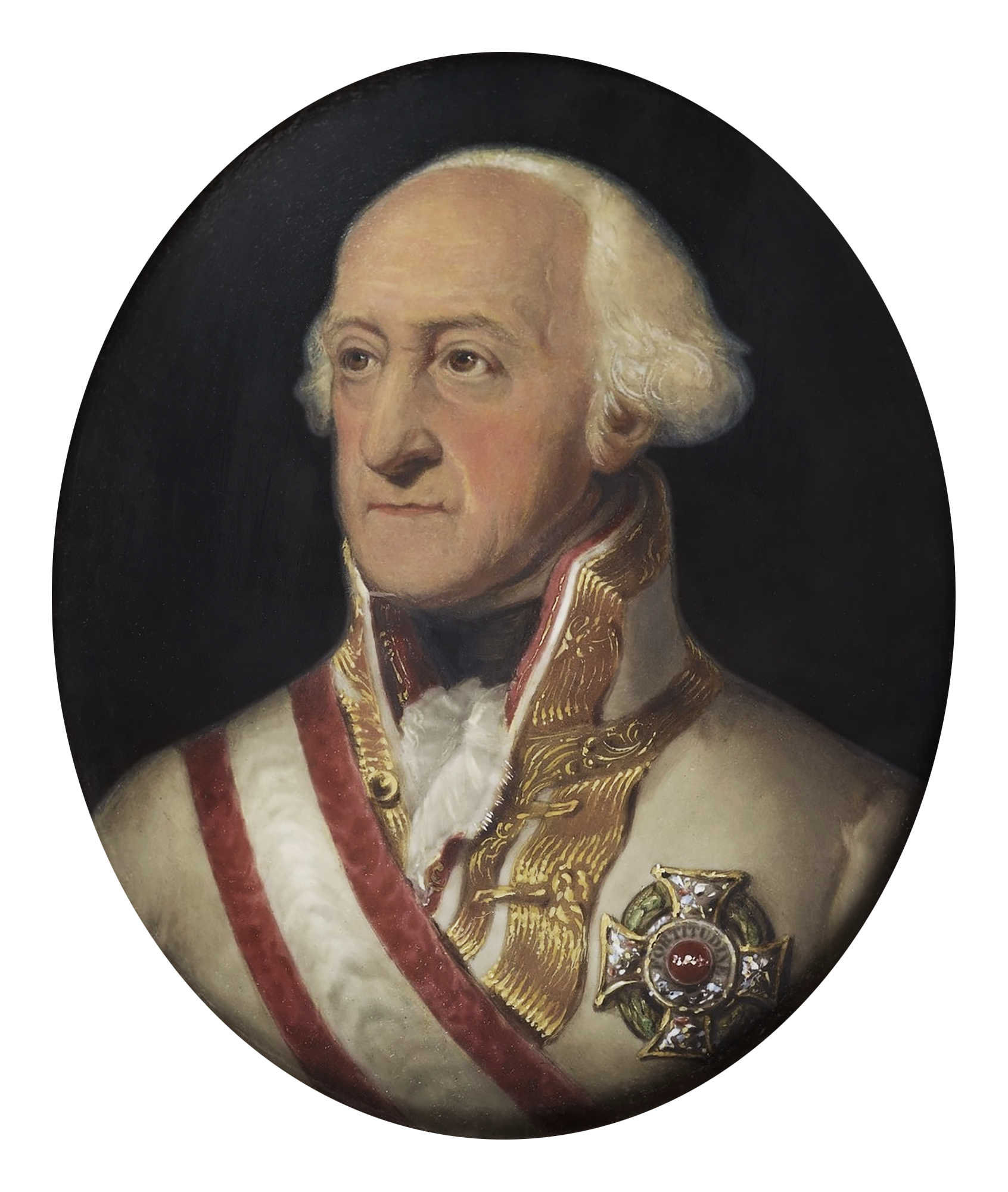
Il principe Federico Giosia di Sassonia-Coburgo-Saalfeld

Il principe Federico Giosia di Sassonia-Coburgo-Saalfeld aveva infatti nel frattempo ammassato un nutrito esercito austriaco sulla riva occidentale del Reno. Il 1º marzo, il Coburgo sorprese l'armata francese spazzando via nella battaglia di Aldenhoven le truppe del generale René Joseph de Lanoue, che coprivano Miranda lungo la Roër. Questi il 3 marzo fu quindi costretto ad abbandonare l'assedio di Maastricht. Il Coburgo incalzò però lentamente le forze francesi, che ebbero modo di raggrupparsi a Leuven entro il 9 marzo. Dumouriez stentava a rinunciare al suo progetto di conquista olandese, ma alla fine la Convenzione francese gli ordinò di tornare in Belgio. Lasciato Louis-Charles de Flers al comando dell'esercito d'invasione, Dumouriez arrivò a Leuven in data 11 marzo, ma solo con una piccola scorta e senza il suo esercito ancora in marcia. Convinto che continuare a restare in una posizione di difesa avrebbe sgretolato il morale già fiaccato delle truppe francesi, Dumouriez decise di avanzare contro l'armata del Coburgo in cerca di battaglia; nella fretta di organizzare l'attacco, il comandante francese avrebbe però dovuto fare a meno dei rinforzi del corpo di Harvelle e dell'Armata d'Olanda. Il 16 marzo sconfisse Carlo d'Asburgo-Teschen e riprese Tirlemont precedentemente conquistata dagli austriaci. Il Coburgo si ritirò momentaneamente preparandosi a combattere presso Neerwinden.
Come spesso accade, è difficile risalire al numero corretto di forze in campo, che varia secondo le fonti. Probabilmente i francesi erano sensibilmente più numerosi potendo contare su circa 45 000 uomini contro meno di 40 000 austriaci, anche se altre fonti danno i francesi in inferiorità numerica. Sicuramente Dumouriez poteva contare su un numero maggiore di fanti ma la cavalleria del Coburgo, con circa 9/10 000 cavalieri, era molto più numerosa in un rapporto di 2 a 1.
Raggiunto il nemico a Neerwinden, Dumouriez diede battaglia la mattina del 18 marzo. Convinto che il Coburgo avesse rinforzato maggiormente la sua ala destra per proteggere la sua linea di rifornimenti, il comandante francese decise di lanciare un pesante attacco contro la sinistra austriaca comandata da Carlo Giuseppe de Croix, conte di Clerfayt. La linea di quest'ultimo si estendeva da Neerwinden, attraverso la collina di Mittelwinden, fino al villaggio di Oberwinden all'estremo Sud, sulla sinistra del fronte austriaco. Dumouriez ordinò quindi a Valence, al comando dell'ala destra francese, di muoversi in tre colonne, aggirando Oberwinden con la prima, attaccandolo frontalmente con la seconda e quindi prendendo la collina di Mittelwinden con la terza. Alla sinistra di Valence, al duca di Chartres fu ordinato di attaccare Neerwinden con le sue colonne.

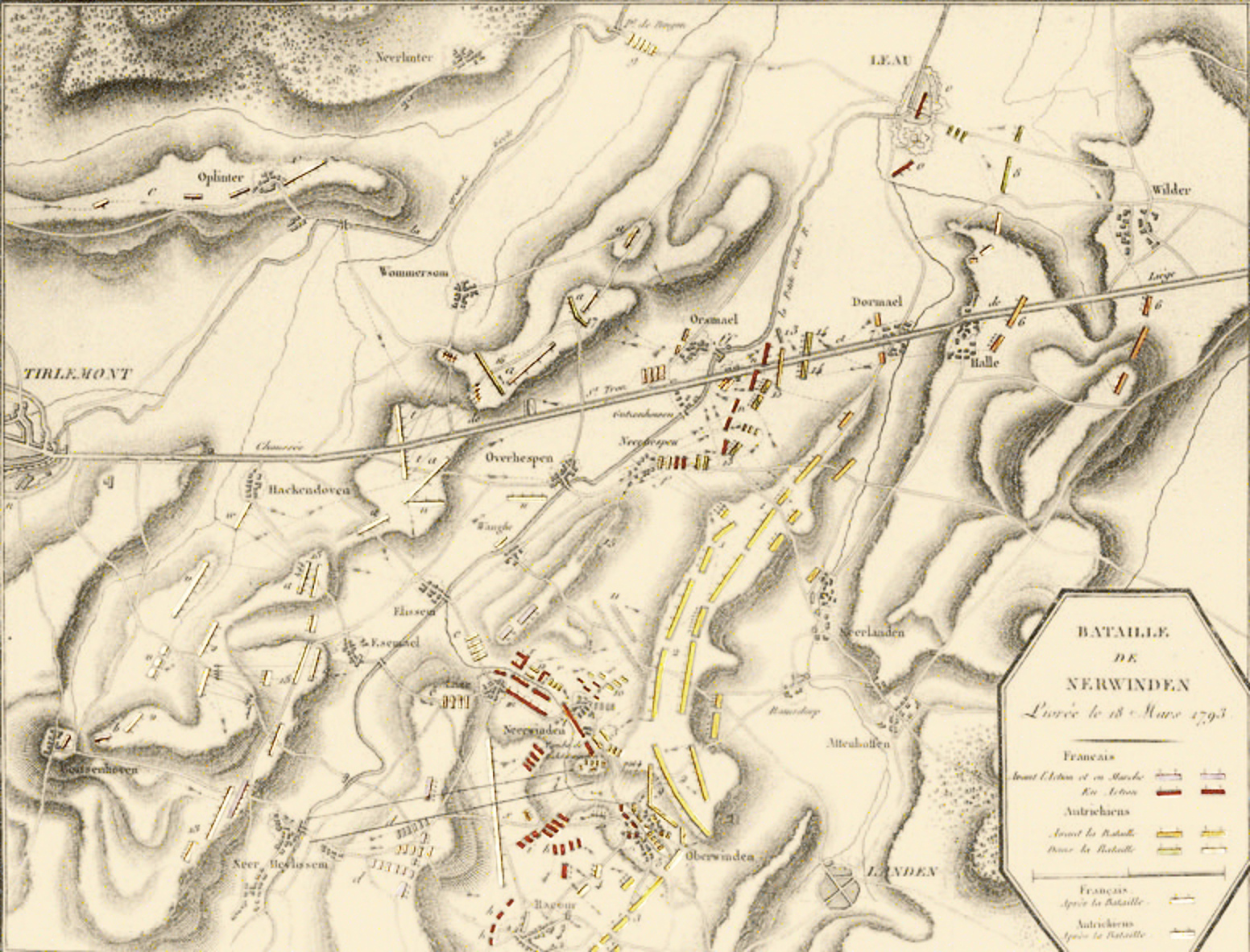
Il campo di battaglia attorno a Neerwinden

Alle 07:00, i francesi sciamarono attraverso il torrente Kleine Gete (Piccolo Gete) ma Valence non fu in grado di catturare la collina di Mittelwinden fino a mezzogiorno. A questo punto i francesi riuscirono a impossessarsi del piccolo villaggio di Racour, di Oberwinden e infine di Neerwinden. Le forze della coalizione reagirono e lanciarono una ripetuta serie di attacchi contro questi villaggi, che vennero ostinatamente difesi dai francesi; nel frattempo, le poderose cariche della più numerosa cavalleria austriaca scompaginavano le file francesi nel campo aperto tra gli insediamenti. Dopo aspri combattimenti, in cui Oberwinden e Racour passarono di mano più volte, i due villaggi e Neerwinden furono alla fine ripresi dalle truppe del Clerfayt. Una nuova carica di cavalleria austriaca respinse ulteriormente i francesi. Dumouriez tentò allora un ultimo attacco a tutto campo con la sua ala destra, ma questo fallì. Alla cavalleria francese non rimase che coprire la ritirata della fanteria, con Chartres e Valence che cercavano di mantenere la posizione lungo il Piccolo Gete.
L'ala sinistra di Miranda attaccò solo attorno a mezzogiorno, senza impensierire più di tanto il Coburgo che si limitò a rinforzare la sua ala destra attingendo dal suo centro. I combattimenti più violenti si ebbero nel pomeriggio, tra le 15:00 e le 18:00, quando il generale venezuelano portò un secondo attacco contro l'ala destra austriaca sotto il comando dell'arciduca Carlo ma, dopo averla inizialmente respinta sul piccolo villaggio di Dormael, non fu in grado di insidiarne la forte posizione difensiva. La riserva francese catturò Léau e si spinse fino a minacciare Halle, ma anche questa manovra di aggiramento fu presto respinta. Miranda, falliti altri tentativi di attacco e incalzato dalla cavalleria dell'arciduca Carlo, fu dunque costretto a ritirarsi attraverso il Piccolo Gete verso Tirlemont. Solo al tramonto Dumouriez, che aveva difeso le sue posizioni contando ancora sull'iniziale effimero successo di Miranda, ricevette la notizia della definitiva sconfitta del suo subalterno. La mattina del 19 marzo ordinò quindi la ritirata generale con l'armata già in rotta.
La coalizione austro-olandese registrò la perdita di 97 ufficiali, 2 762 soldati di truppa e 779 cavalli; i francesi lamentarono 4 000 tra morti e feriti, oltre 1 000 uomini fatti prigionieri e la cattura di 30 pezzi di artiglieria. Il generale di brigata Georges Guiscard de Bar rimase ucciso e altri quattro generali francesi furono feriti. Altre fonti danno numeri diversi: in una lettera del 21 marzo, lo stesso Miranda riferì della morte del generale e della perdita tra le sue sole file di oltre trenta ufficiali uccisi o feriti, tra cui il suo aiutante di campo, e di ben 2 000 dei soldati sotto il suo diretto comando. Subito dopo la battaglia, circa 6 000 volontari francesi abbandonarono i ranghi tornando in patria. Tre giorni dopo l'armata di Dumouriez contava ormai solo poco più di 20 000 soldati, mentre gli uomini disertavano a centinaia. Il 23 marzo ci fu un breve scontro a Pellenberg dove il Coburgo con 38 000 soldati sconfisse nuovamente Dumouriez, che poteva contare su circa 22 000 uomini; gli austriaci contarono 900 vittime infliggendone 2 000 ai francesi. A questo punto la precarietà della situazione militare costrinse Dumouriez a intavolare una trattativa con gli austriaci e a negoziare con l'inviato del Coburgo Karl Mack von Leiberich, che accettò, la ritirata indisturbata delle truppe francesi attraverso le linee nemiche in cambio dell'evacuazione del Belgio e delle Province Unite. A partire dal 24 marzo le armate francesi si ritirarono quindi attraverso Bruxelles verso i confini francesi.

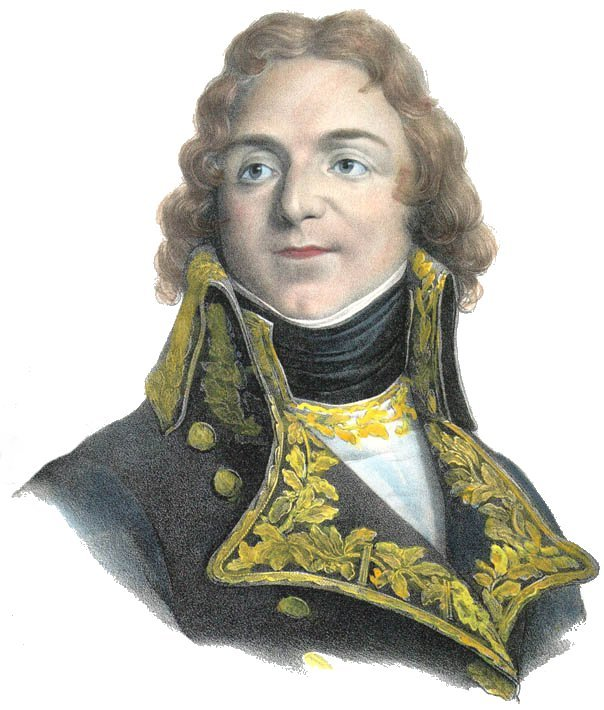
Pierre Riel de Beurnonville

Contemporaneamente Dumouriez, che era sempre rimasto comunque un monarchico e che dopo la ghigliottinazione di Luigi XVI a gennaio era estremamente preoccupato della situazione politica a Parigi, il 25 marzo decise di tradire la rivoluzione, chiedendo a Mack l'appoggio degli austriaci per marciare sulla capitale francese, rovesciare la Convenzione nazionale, schiacciare i giacobini e ripristinare la Costituzione del 1791. Gli austriaci si dimostrarono ben lieti di appoggiare il colpo di Stato ma Dumouriez si mosse troppo lentamente: sospettando intrighi del generale sconfitto, la Convenzione aveva già inviato quattro commissari e il neo ministro della Guerra Pierre Riel de Beurnonville in missione per arrestarlo presso il suo quartier generale di Saint-Amand. Il 1º aprile gli inviati della Convenzione si presentarono a Dumouriez per dare lettura del decreto di comparizione davanti alla Convenzione; la discussione degenerò fino al punto in cui fu invece Dumouriez a fare arrestare i commissari consegnandoli agli austriaci. Divenuto tuttavia chiaro nei giorni seguenti che il suo esercito non lo avrebbe seguito a Parigi e anzi già lo accusava di tradimento, il 5 aprile Dumouriez fu costretto a fuggire consegnandosi agli austriaci assieme al duca di Chartres, Valence, alcuni generali e parte della cavalleria.
Il comando dell'Armata del Nord, assieme a quello dell'Armata delle Ardenne, fu affidato il giorno dopo al generale Auguste Marie Henri Picot de Dampierre.

### La battaglia di Raismes

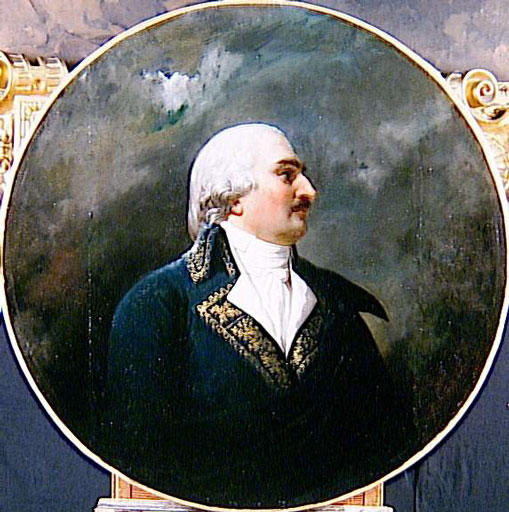
Auguste Marie Henri Picot de Dampierre

Il 15 aprile 1793 Dampierre riconquistò Valenciennes e la fortificazione di Famars ma ben presto, il 1º maggio, fu sconfitto dal Coburgo che poteva ora contare anche sul supporto delle truppe britanniche del duca di York, appena giunto nelle Fiandre. Questo rovescio, nel generale clima di diffidenza che caratterizzava l'atteggiamento dei rappresentanti della Convenzione nei confronti di qualunque nobile sospettato anche solo di non sufficiente zelo rivoluzionario, gli attirò subito accuse di tradimento. Ciononostante fu ancora a lui che la Convenzione affidò il compito di salvare la fortezza di Condé-sur-l'Escaut, di importanza vitale per la sicurezza della Francia e la sopravvivenza della Repubblica e ora minacciata dall'assedio della coalizione nemica.
L'8 maggio Dampierre si mosse per rimuovere l'assedio, in quella passata alla storia come battaglia di Raismes o di Condé o di St. Amand. Nel blocco di Condé erano coinvolti già dalla fine di aprile tre contingenti alleati: a ovest si trovavano gli 8 000 prussiani del generale Alexander von Knobelsdorff, che tenevano la linea tra Saint Amand, Lecelles e Maulde, sulla Scarpe; il conte di Clerfayt, con 12 000 uomini schierati da Vicoigne a ovest fino a Raismes (a nord-ovest di Valenciennes) su fino a Bruay e oltre fino a Fresnes, assicurava l'assedio da sud; il principe Federico II Eugenio di Württemberg chiudeva l'assedio da nord con 5 000 uomini. Dampierre, escluse le guarnigioni, poteva per contro mettere in campo circa 30 000 uomini. Diversamente da quanto fatto negli scontri della settimana precedente, questa volta il generale francese ordinò solo attacchi limitati ai fianchi del nemico, concentrando invece il suo assalto contro la forza principale di Clerfayt, nel centro alleato. Questa nuova condotta lo portò a un soffio dal successo: Dampierre condusse personalmente un attacco frontale da Anzin contro Raismes e Vicoigne e, dopo essere stato respinto quattro volte, alla fine conquistò la posizione, con l'eccezione del villaggio di Raismes. Contemporaneamente aveva fatto avanzare lungo la Scarpe verso Saint Amand un contingente al comando del generale Lamarlière, con l'ordine di costruire una batteria di cannoni e bombardare Vicogne (a ovest di Raismes), in modo da isolare Clerfayt dalle truppe prussiane. Anche questa operazione ebbe successo: Lamarlière riuscì a raggiungere una posizione tra le truppe di Knobelsdorff e Vicoigne, e cominciò a costruire le sue batterie di cannoni. Continuando a mantenere questa posizione, i francesi avrebbero scardinato la linea alleata separando i contingenti nazionali che sarebbero stati costretti a ritirarsi verso le rispettive posizioni di rifornimento. Al contempo si sarebbero assicurati il ricongiungimento delle comunicazioni con la roccaforte di Valenciennes.

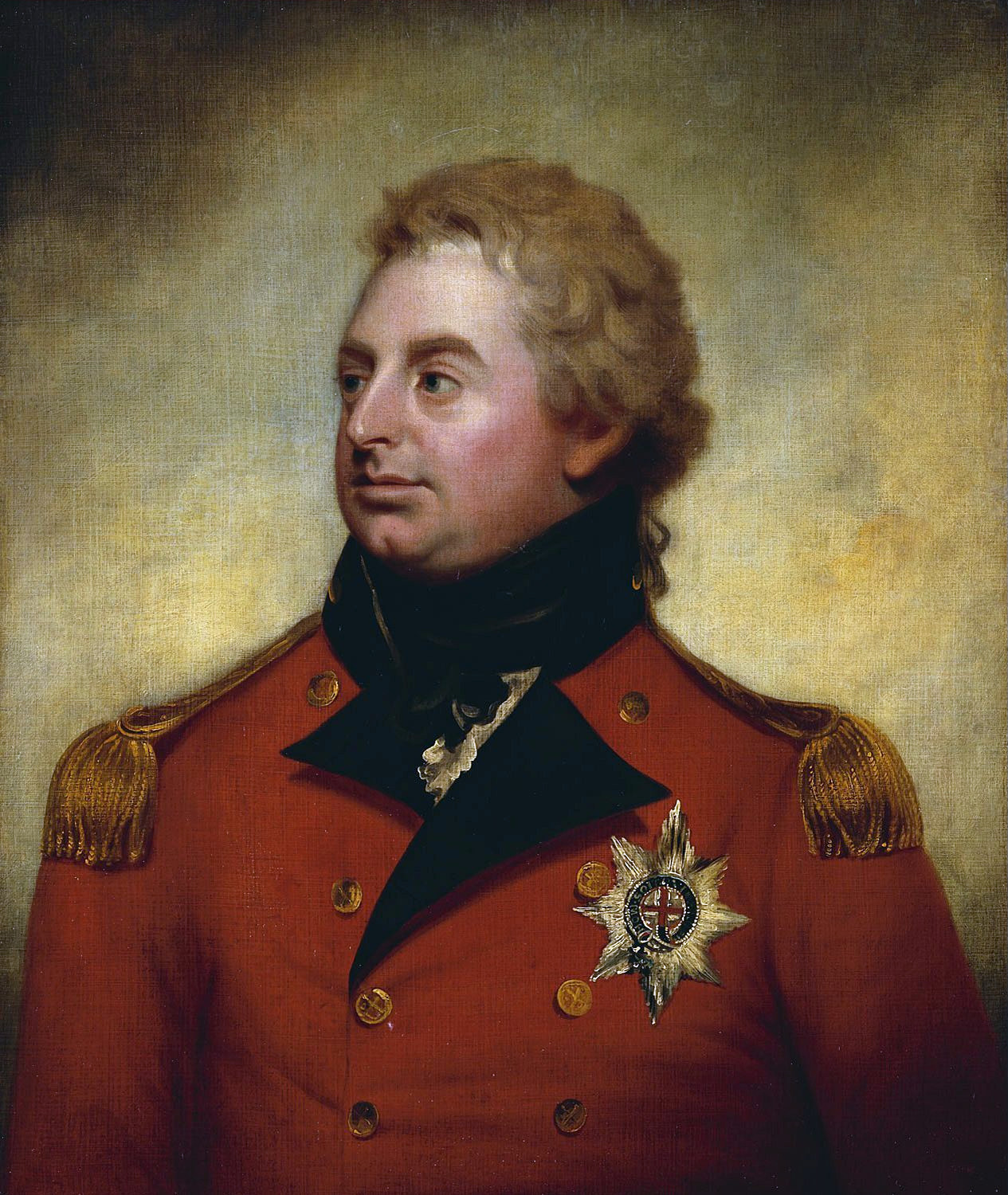
Il duca di York

Nel momento in cui i francesi sembravano avere la vittoria in pugno, la situazione si capovolse. Il duca di York aveva infatti spostato tre battaglioni di un reggimento di Guardie a Piedi, le Coldstream Guards, a Nivelle, appena a nord di Saint Amand, per assistere Knobelsdorff in caso di bisogno. Alle cinque di sera dell'8 maggio i Coldstream raggiunsero il fronte, proprio mentre i francesi stavano per prendere il sopravvento sui prussiani. Ai Coldstream fu ordinato di attaccare una posizione francese in un bosco, ma furono inizialmente respinti dopo aver perso 70 uomini; tanto bastò però al generale Lamarlière per comprendere che le truppe prussiane avevano ricevuto validi rinforzi e a farlo desistere dall'avanzare ulteriormente. Di tutto quello che avveniva nella foresta, Dampierre poteva vedere poco o nulla e continuò il suo disperato assalto frontale sulla posizione di Vicoigne, senza la promessa copertura di artiglieria; durante questo attacco fu raggiunto da colpi di cannone e ferito a morte. La morte di Dampierre decise l'esito della battaglia: il generale François Joseph Drouot de Lamarche, succeduto al suo comandante, sospese le ostilità e il mattino dopo ordinò la ritirata.
La mattina dopo Clerfayt e Knobelsdorff presero d'assalto le trincee francesi e catturarono 600 uomini, anche se l'artiglieria era stata evacuata durante la notte. Le perdite francesi ammontarono a circa 4 000 tra morti e feriti, gli austriaci e i prussiani persero rispettivamente 300 e 500 uomini, mentre il reggimento delle Coldstream Guards ne perse tra 63 e 70 secondo le fonti. La perdita di Dampierre fu un colpo tremendo per il morale delle truppe francesi, tuttavia, anche se fosse sopravvissuto, è probabile che a Parigi lo avrebbe atteso la ghigliottina: sebbene lodato dai suoi uomini per il coraggio loro infuso e dai suoi avversari per l'abilità con la quale aveva combattuto così bene contro le migliori truppe europee pur se al comando di unità inesperte, dopo la sua morte fu denunciato a Parigi come traditore. In realtà la sconfitta e la morte di Dampierre esclusero ogni possibilità che i francesi potessero rimuovere l'assedio di Condé, che cadde il 10 luglio. Anche le fortificazioni di Valenciennes sarebbero presto finite sotto attacco.

### La battaglia di Famars

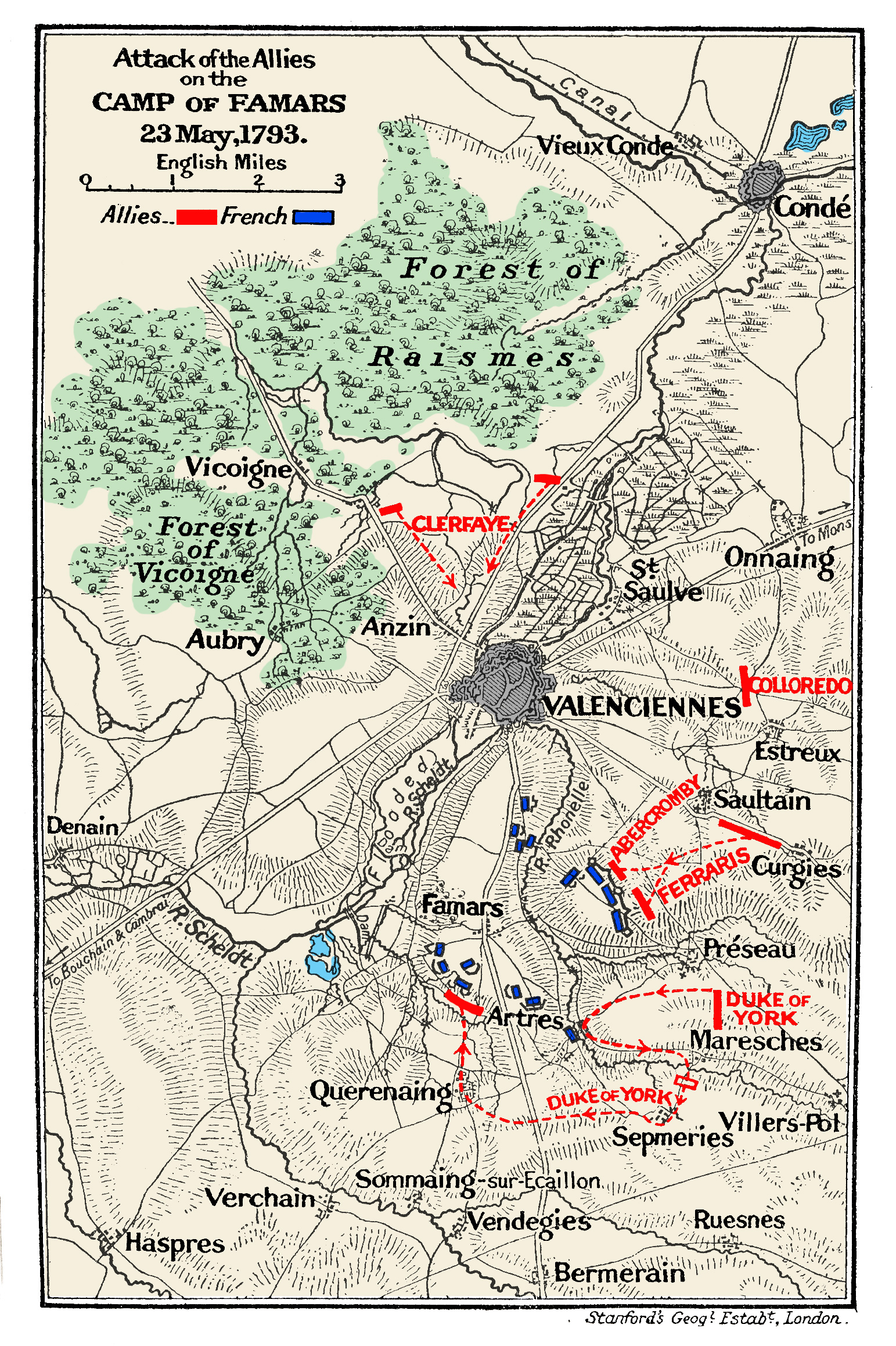
La battaglia di Famars

Mentre l'asse delle operazioni militari si spostava entro i confini francesi, gli alleati decisero di condurre una serie di assedi delle principali fortificazioni della Repubblica, tra le quali quella di Valenciennes. Le linee di comunicazione francesi con Valenciennes erano assicurate da un campo fortificato sulle alture di Famars, ed era quindi di vitale importanza per gli alleati farne sloggiare Lamarche in modo da spianarsi la strada verso Valenciennes e impedire preventivamente qualsiasi intervento di difesa proveniente da Famars. Il trinceramento fortificato di Famars era costruito su due altopiani paralleli, separati dalla ripida ma stretta valle scavata dal fiume Rhonelle che scorre immediatamente a sud di Valenciennes. Entrambi gli altopiani erano difesi da forti e ridotte presidiati da circa 25 000 uomini, mentre altri 5 000 si trovavano in una serie di altre fortificazioni che correva a nord-ovest di Valenciennes da Anzin fino a Tourcoing.
L'attacco fu coordinato col tipico schema austriaco da manuale, che non lasciava spazio alle interpretazioni personali dei singoli generali: il comandante alleato, il principe di Sassonia-Coburgo, ordinò un'avanzata in nove colonne, coprendo l'area che si estende da Tourcoing a nord-ovest fino a Bavay a est. L'attacco principale, da portare al centro, fu affidato a due colonne: la colonna di sinistra, sotto il comando del duca di York, aveva l'ordine di aggirare l'estremità meridionale della posizione francese attraversando la Rhonelle ad Artres, al bordo meridionale del pianoro di Famars, e quindi assaltare il fianco destro della fortificazione francese; quella di destra, sotto generale austriaco Joseph Johann Ferraris, doveva attaccare il lato orientale del campo francese, scacciare il nemico dalle posizioni fortemente fortificate a est del Rhonelle, per poi tentare di attraversare il fiume stesso o quantomeno fingere di farlo per minacciare ulteriormente i francesi.
Le ostilità iniziarono sotto una fitta nebbia alle 7:00 del 23 maggio, quando la colonna del duca di York, dopo aver marciato tutta la notte, si portò su Artres incontrando solo lievi resistenze ma senza riuscire a farsi strada attraverso il fiume, difeso in quel punto da cinque batterie di cannoni francesi. Il duca fu quindi costretto a lasciare sul posto un terzo delle sue forze e la sua artiglieria pesante per ingaggiare quella francese, e cercare, non senza difficoltà, un guado più a monte attorno a Maresches per aggirare la posizione. Andò meglio al generale Ferraris che catturò il lungo trinceramento francese che dominava il fiume dall'altopiano orientale, impossessandosi di 7 cannoni e facendo oltre cento prigionieri, prima di arrestarsi nuovamente in attesa di rapporti sulle azioni del duca di York. Questi, nel frattempo, dopo un largo aggiramento attraverso Quérénaing, fu in grado di respingere le prime difese francesi, ma dopo diciotto ore di marcia era arrivato solo ai piedi della parte più poderosa delle linee nemiche, sulle ripide pendici meridionali del pianoro di Famars; resosi conto che era troppo tardi per attaccare questa posizione il giorno stesso, decise di aspettare fino alla mattina successiva. Nel frattempo altrove gli alleati ottenevano ben scarsi risultati e solo il principe d'Orange, impossessandosi di Orchies, raggiunse gli obiettivi assegnatigli, mentre in ogni altro punto i francesi conservavano la loro posizione.

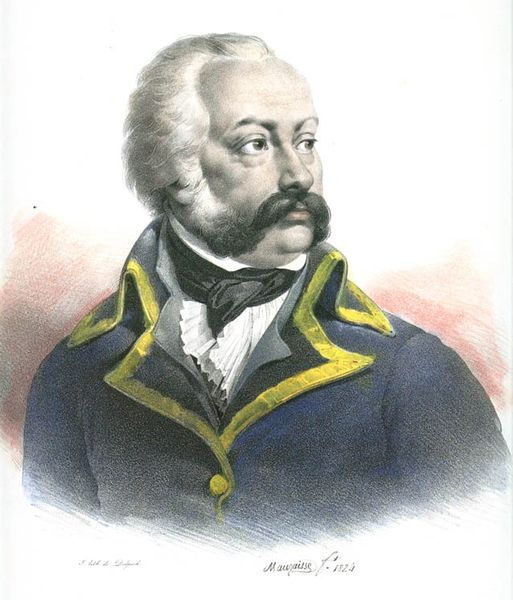
Il generale Adam Philippe de Custine

Il Coburgo diede ordine di rinnovare l'attacco all'alba del 24. Dal canto suo, sebbene le sue truppe avessero retto e mantenuto il campo a nord, Lamarche si rese conto che la posizione di Famars non era più tenibile e che l'Armata del Nord correva il grave pericolo di rimanere tagliata fuori dalle linee di comunicazione con la Francia. Lasciato quindi il generale Ferrand a rinforzare la guarnigione a difesa di Valenciennes, durante la notte i repubblicani si ritirarono verso Bouchain, 12 miglia a sud-ovest dalla fortezza. Quando gli alleati il giorno dopo tornarono all'attacco ed entrarono nel campo fortificato non poterono fare altro che constatare la ritirata del nemico, catturando tuttavia qualche centinaio di prigionieri e 17 cannoni.
Pochi giorni dopo, tra il 27 e il 28 maggio, il comando dell'Armata del Nord passò ufficialmente nelle mani del generale Adam Philippe de Custine. A questi, affettuosamente noto tra i suoi soldati come le Général Moustache per gli enormi baffi che portava, toccò il gravoso compito di riorganizzare l'armata e di risollevare il morale delle truppe, ma in breve tempo fallì sia questo compito sia quello fondamentale per la Convenzione di rimuovere gli assedi di Condé e di Valenciennes: senza più validi sostegni e adeguati rifornimenti, le due fortificazioni caddero tra i successivi 22 e 28 luglio. Custine, che era stato rimosso dall'incarico già il 16 luglio, fu arrestato il 22 e, riconosciuto colpevole di tradimento e di intelligenza col nemico dal Comitato di salute pubblica, ghigliottinato a Parigi il 28 agosto 1793.

#### Lo scontro attorno alCamp de César

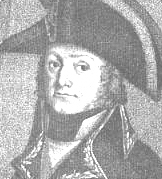
Il generale Charles de Kilmaine

A sostituire Custine al comando dell'Armata del Nord, ora ridotta a circa trentamila uomini, in uno stato disordinato, senza un comandante adeguato e senza alcun obiettivo concreto, il 17 luglio 1793 fu chiamato il generale di origini irlandesi Charles Édouard Jennings de Kilmaine, che accettò però ad interim. Il nuovo comandante si trincerò in quello noto in francese come Camp de César, un campo fortificato sulla sponda sinistra della Schelda (Escaut per i francesi), 12 miglia più in alto di Bouchain, facilmente difendibile grazie alle caratteristiche idro-orografiche del terreno. Ma a Parigi questa situazione provocava forte apprensione: il campo si trovava infatti a circa 40 leghe (circa 160 km) dalla capitale ma, in caso di sconfitta dell'Armata del Nord, non ci sarebbe stato in questo spazio alcun ulteriore reggimento o minimo ostacolo ad arginare l'avanzata nemica.
Le preoccupazioni si dimostrarono presto ben fondate in quanto la sera del 7 agosto 1793 gli alleati arrivarono attorno al campo minacciandolo da tutti i lati. La stessa sera il duca di York, incaricato di aggirare i francesi, dilagò di fronte a Cambrai che costituiva la destra del Camp de César e assediò la cittadina con circa 14 000 uomini. Il comandante francese reagì chiudendone le porte e bruciandone la periferia. Sempre la sera stessa il Coburgo, con una forza di 40 000 uomini divisa in due colonne, arrivò sulle rive della Schelda e si accampò di fronte al campo. Lo storico Thiers riporta come quella giornata fosse particolarmente calda e che molti uomini e cavalli ne ebbero a patire tanto che alcuni, vittime di insolazione, perirono nel corso della giornata. Kilmaine ritenne a quel punto impossibile mantenere la sua posizione in quella situazione alquanto pericolosa e decise di ritirarsi verso Arras il giorno seguente; all'alba dell'8 agosto, dunque, l'artiglieria pesante e la fanteria con le masserizie si misero in moto, attraversarono la Cense, un fiumiciattolo che correva sul retro del campo, e distrussero dietro di loro tutti i ponti. Un'ora dopo si mosse Kilmaine, con alcune batterie di artiglieria leggera e una forte divisione di cavalleria, procedendo verso destra per proteggere la ritirata dagli inglesi. La mossa si rivelò immediatamente azzeccata: due battaglioni francesi avevano infatti smarrito la strada, deviando verso il piccolo villaggio di Marquion e, nonostante un'ostinata resistenza contro le truppe inglesi che li avevano sorpresi, erano sul punto di essere sopraffatti. Appena arrivato, il comandante francese piazzò immediatamente la sua artiglieria leggera sul fianco del nemico e gli lanciò contro la cavalleria, costringendolo al ritiro; i battaglioni, una volta districatisi, furono in grado di riunirsi al resto dell'armata. Contemporaneamente la forze coalizzate erano riuscite a penetrare all'interno del Camp de César, trovandolo completamente evacuato: alla fine della stessa giornata, infatti, tutte le truppe francesi erano riuscite a ricongiungersi nel campo di Gavarelle, tra Arras e Douai, protetti di fronte dalla Scarpe.
La ritirata di Kilmaine aveva momentaneamente messo al sicuro l'Armata del Nord, ma la posizione scelta dal generale metteva in grande pericolo tutto il Nord della Francia e la stessa Parigi: il corso della Scarpe infatti, correndo dietro a quella della Schelda, non si trova tra la capitale e la Schelda, ma tra la Schelda stessa e il mare. Kilmaine invece di indietreggiare aveva marciato spostandosi di lato, lasciando scoperta gran parte della frontiera lasciando agli alleati la possibilità di invadere tutto il dipartimento del Nord. L'allarme si diffuse ben presto a Parigi, dove il popolo inveì violentemente contro Kilmaine ritenuto l'unico responsabile della disfatta, incurante invece dell'importante impresa che egli aveva reso alla Francia grazie al suo ritiro magistrale, resosi tra l'altro necessario a causa di eventi precedenti il suo comando. Nonostante avesse di fatto salvato un'intera armata dall'annientamento, il generale di origini irlandesi fu immediatamente sostituito l'11 agosto da Jean Nicolas Houchard, ex comandante dell'Armata della Mosella, che possedeva una grande reputazione per coraggio e zelo. Kilmaine fu in seguito arrestato e incarcerato nel dicembre 1793 durante il Terrore; più tardi scamperà solo fortunosamente alla ghigliottina.

### La battaglia di Hondschoote

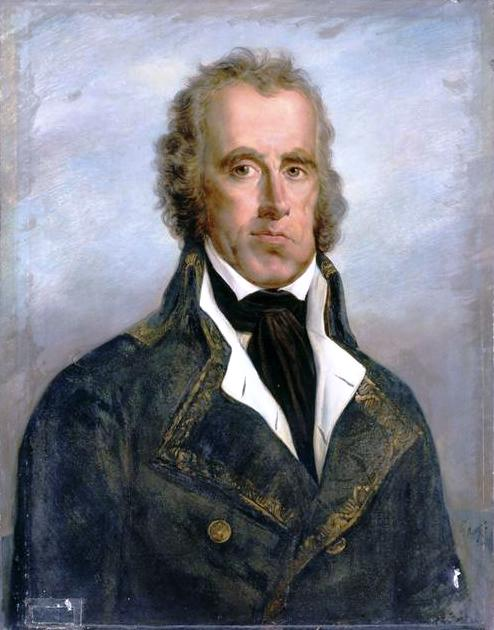
Il generale Jean Nicolas Houchard

La situazione dei francesi, dopo la ritirata dell'Armata del Nord ad Arras, appariva ora critica; la cavalleria austriaca arrivò fino a Noyon, a poco più di 100 km da Parigi, ma la eccessiva prudenza del Coburgo e la scarsa coesione dei coalizzati favorì la Repubblica. I piani dei comandi militari alleati prevedevano infatti di assediare Cambrai, tuttavia il governo britannico di William Pitt ordinò all'armata anglo-olandese al comando del duca di York di marciare invece sulla città costiera di Dunkerque, il cui porto si riteneva essere un importante obiettivo militare oltre che una preziosa futura moneta di scambio per gli interessi britannici. Le sue difese, presidiate da 8 000 uomini sotto il comando del generale Joseph Souham, erano considerate in pessimo stato e vulnerabili alla conquista. Il duca di York abbandonò quindi il Coburgo e il 13 agosto concentrò la sua armata a Menen prima di dividerla in due forze: 22 000 truppe britanniche sotto il suo diretto comando furono condotte a investire direttamente la città di Dunkerque, mentre un corpo di 14 500 uomini, formato da truppe olandesi e da dieci squadroni di cavalleria britannici al comando del feldmaresciallo Wilhelm von Freytag, avrebbe protetto il suo fianco sinistro. Jean Nicolas Houchard, esperto ma prudente, non riuscì a fermare la marcia dei britannici e Dunkerque venne raggiunta il 23 agosto. Il duca di York costrinse quindi gli uomini di Souham a trincerarsi dentro la città, impossessandosi il 24 agosto del sobborgo di Rosendaël per poi mettere sotto assedio Dunkerque dall'entroterra orientale, a circa due miglia dall'abitato. L'assedio si preannunciava essere un'impresa di lunga durata, sia per le condizioni sfavorevoli del terreno, sia perché il duca non era in possesso né delle necessarie armi di artiglieria né di un sufficiente numero di uomini per circondare completamente la città; inoltre non aveva ancora ricevuto il pur promesso appoggio navale.
L'attacco alleato su Dunkerque avveniva in un momento di radicali cambiamenti nella direzione politico-militare della Repubblica. Dal 10 luglio 1793 il Comitato di salute pubblica aveva dedicato grande impegno a salvare la rivoluzione dai nemici interni ed esterni e a dirigere la guerra rafforzando le armate. Il 27 luglio Maximilien de Robespierre entrò a far parte del Comitato e ne divenne subito il membro più importante; il 14 agosto 1793 entrarono nel Comitato Lazare Carnot e Prieur de la Côte d'Or che assunsero un ruolo decisivo nella condotta della guerra. Il primo, scienziato e ricercatore, diresse, con specialisti di sua fiducia, la macchina bellica, controllando i generali, progettando le operazioni, collaborando strettamente con il nuovo ministro della guerra Jean Baptiste Bouchotte; Carnot, convinto che la Gran Bretagna costituisse il membro più pericoloso della coalizione nemica, decise di concentrare i suoi sforzi contro l'armata alleata a Dunkerque, piuttosto che insidiare gli austriaci impegnati nell'assedio di Le Quesnoy: richiamandoli da altri fronti, mise quindi a disposizione di Houchard circa 40 000 uomini, tra i quali il giovane ed emergente generale Jean-Baptiste Jourdan. Molti degli uomini di Houchard erano totalmente inesperti, ma l'esercito alleato era dal canto suo ampiamente disperso e i francesi avevano la possibilità di rompere l'assedio senza mai venire a contatto con il corpo principale dell'armata nemica.

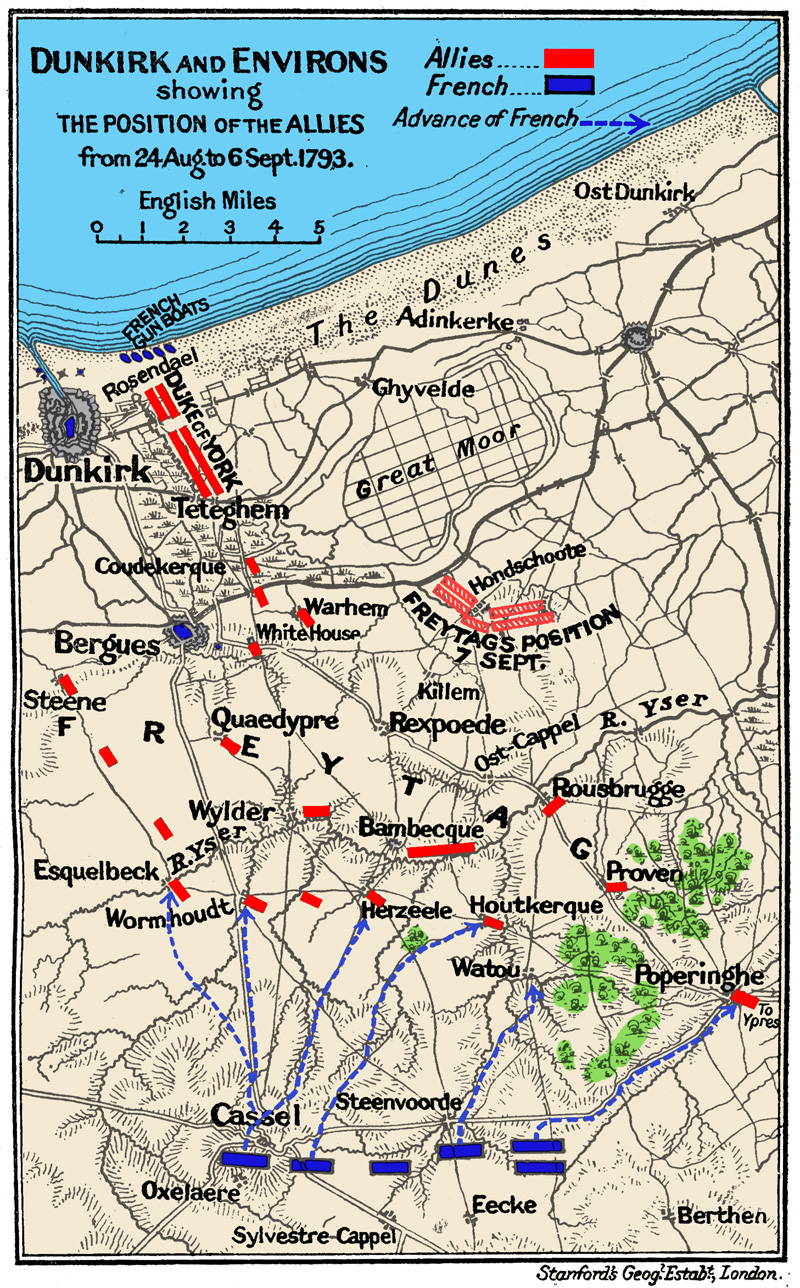
Posizioni il 7 settembre durante l'assedio di Dunkerque e la battaglia di Hondschoote

Houchard giunse nei pressi di Dunkerque alla fine di agosto: dopo un primo attacco il 27 tra Tourcoing e Menin, sanguinario ma inconcludente, decise semplicemente di concentrare le sue forze a Cassel per provocare il duca di York e attirarlo lontano da Dunkerque ma, appreso all'inizio di settembre dell'esecuzione di Custine a Parigi, precipitò in una spirale di abbattimento che di fatto permise ai rappresentanti in missione di avere mano libera nella successiva condotta di guerra.
Il 5 settembre i rinforzi dal Reno portarono il totale delle forze di Houchard a Cassel a circa 45 800 uomini. Lo stesso giorno Freytag, timoroso del continuo incremento di truppe francesi sul suo fronte, decise di attaccare preventivamente e inviò due distaccamenti a impossessarsi di Arnèke; la cittadina fu facilmente presa d'assalto, anche se un colonnello britannico fu fatto prigioniero. Houchard dal canto suo era probabilmente consapevole del fatto che un attacco avvolgente ai danni delle linee di comunicazione e approvvigionamento del duca di York sarebbe stato la strategia più efficace ma, sotto la pressione dei rappresentanti, decise invece di lanciare un attacco diretto alla sottile linea del fronte di Freytag, sparpagliata lungo diversi distaccamenti a sud di Dunkerque. Riunita una forza di circa 35 000 uomini (58 000 secondo lo storico Ramsay Weston Phipps, che però conteggia anche le guarnigioni), il comandante francese fece la sua prima mossa nelle prime ore del 6 settembre, attaccando su un fronte di 18 miglia le posizioni alleate a Poperinge, Proven e Roesbrugge con tre colonne agli ordini rispettivamente dei generali Dominique-Joseph René Vandamme, Gabriel Marie Joseph, conte d'Hédouville e Claude Sylvestre Colaud, e quelle a Wormhout, Herzeele e Houtkerque con altre due colonne agli ordini di Jourdan e di sé stesso. Sebbene in pesante inferiorità numerica nella misura di dieci a uno, le truppe alleate opposte a Jourdan e Houchard nella zona occidentale della linea resistettero accanitamente, mentre quelle a oriente si ritirarono a Bambecque dietro l'Yser prima di essere aggirate dai francesi che raggiungevano Oost-Cappel e quindi Rexpoëde, poco a sud-ovest di Hondschoote. Anche a ovest i francesi finalmente avanzarono: Jourdan prese Herzeele e Houchard attraversò l'Yser e attaccò Bambecque. A Freytag non rimase che tentare di ritirarsi verso Hondschoote, ordinando al contempo al generale Wallmoden di ripiegare anch'egli verso la stessa cittadina, abbandonando la sua posizione a Bergues. Ignaro del fatto che Rexpoëde fosse già in mano francese, Freytag incappò in una pattuglia nemica e, ferito nello scontro, fu fatto prigioniero prima di essere liberato dall'accorrente Wallmoden; questi prese dunque il comando e riorganizzò i suoi uomini in una nuova linea a sud di Hondschoote. La nuova posizione, costellata da numerosi piccoli fossati e siepi, offriva la possibilità di un'agevole difesa ma privava gli alleati della possibilità di servirsi della loro arma più efficace e più temuta dai francesi: la cavalleria. In più il duca di York non era in grado di inviare rinforzi al generale tedesco a causa dell'inondazione del terreno tra Dunkerque e Hondschoote.

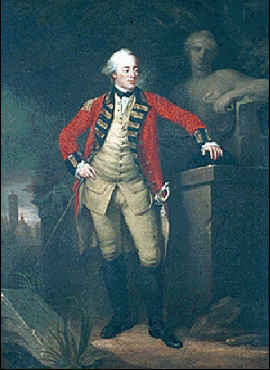
Giovanni Ludovico di Wallmoden-Gimborn

Trascorsa la giornata del 7 con scontri inconcludenti, Houchard rinnovò il suo attacco l'8 settembre, conducendo personalmente 20 battaglioni di truppe fresche, coperti da un adeguato numero di cannoni, all'assalto del centro alleato lungo il terrapieno che costituiva l'unica via di accesso agevole verso Hondschoote. I piani prevedevano che contemporaneamente una colonna agli ordini del generale Théodore François Joseph Leclaire attaccasse da ovest e un'altra al comando di Colaud e Hédouville attaccasse intorno a Leisele, all'estremità orientale della linea alleata. L'attacco non fu ben coordinato. A causa della dispersione delle forze, Houchard perse presto il controllo dei suoi uomini e, anche se alla fine si riuscì a concentrare l'attacco al centro come programmato, la battaglia sarebbe stata in realtà vinta grazie a una fortunata combinazione di nuove tattiche francesi e di loro superiorità numerica: sfruttando infatti le siepi, gli arbusti e i fossati che caratterizzavano l'area di fronte alle linee alleate, reparti di tiratori scelti (presto diventati una caratteristica delle successive armate francesi) mantennero le truppe alleate sotto un fuoco costante e logorante, che alla lunga fiaccò la loro determinazione. Le entusiaste truppe rivoluzionarie inoltre, grazie al loro numero, lanciarono ripetuti attacchi in massa che spesso portarono al combattimento corpo a corpo con le baionette: anche se più volte respinti, questi attacchi causarono pesanti perdite ed ebbero l'effetto di intaccare pesantemente le riserve di munizioni e le energie degli uomini di Wallmoden. Dopo aver perso in quattro ore di combattimento oltre un terzo della sua forza di fanteria originaria, con la sinistra seriamente minacciata da Hédouville e irrimediabilmente a corto di munizioni, il generale tedesco fu alla fine costretto a ritirarsi dirigendosi a est verso Veurne in due disordinate colonne, tenacemente coperte da un battaglione di mercenari Assiani che impedì qualsiasi azione di disturbo da parte francese.
La perdita dell'armata che lo proteggeva a sud costrinse il duca di York ad abbandonare l'assedio di Dunkerque e, entro le ore 10:00 del 9 settembre, il suo esercito si ricongiunse a Furnes con quello di Wallmoden. Houchard preferì non inseguire il nemico in ritirata e si rivolse a sud contro le truppe olandesi del duca di Orange disposte intorno a Menin. Anche grazie alla soverchiante superiorità numerica, il 13 settembre Houchard prese facilmente Menin, infliggendo gravi perdite al duca di Orange e costringendolo a ritirarsi su Gand. Il successo francese sarebbe stato di breve durata: due giorni dopo, un esercito austriaco comandato dal generale Johann Peter Beaulieu attaccò da Courtrai e, sbaragliati i francesi, riprese Menin; le truppe rivoluzionarie, in preda al panico, si ritirarono in una rotta disordinata verso Lille. Il 25 settembre, dopo un brevissimo comando dal 23 del generale Florent Joseph Duquesnoy, Jourdan prese il comando dell'Armata del Nord mentre Houchard, richiamato a Parigi per giustificare la sconfitta, fu accusato di tradimento e ghigliottinato il 17 novembre 1793.

### La battaglia di Wattignies

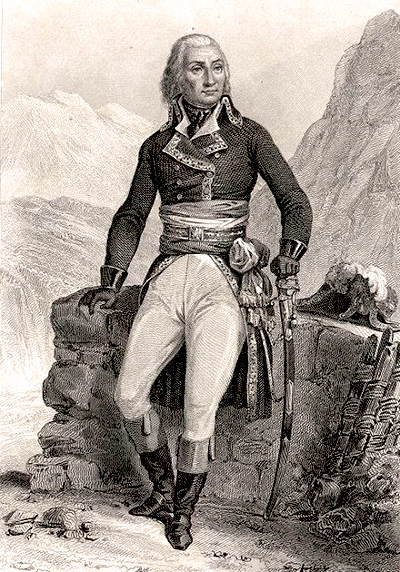
Jean-Baptiste Jourdan in uniforme di generale della Rivoluzione

La destituzione di Houchard e la conseguente nomina di Jourdan si inserivano nel quadro più ampio dei rivolgimenti politici in atto nella Convenzione nazionale, con la vittoria dei giacobini e delle frange più rivoluzionarie. Molto rafforzato politicamente, il Comitato di salute pubblica poté sviluppare energicamente i suoi programmi per "sanculottizzare" l'esercito con l'immissione di nuove e più fedeli leve. Tre nuovi generali provenienti dai ranghi assunsero il comando: dopo il generale Jean-Baptiste Jourdan all'Armata del Nord, il 28 settembre fu la volta del generale Jean-Charles Pichegru all'Armata del Reno e il 22 ottobre del generale Lazare Hoche all'Armata della Mosella. Energici e determinati, questi relativamente giovani alti ufficiali adottarono le tattiche raccomandate da Carnot, basate sull'offensiva e sulle cariche alla baionetta, sorprendendo i compassati generali della coalizione.
Carnot aveva iniziato una riorganizzazione delle armate francesi su base divisionale, introducendo le demi-brigade, che integravano le tre armi, fanteria cavalleria e artiglieria, in unità autonome, che a loro volta formavano la divisione. La divisione nell'Ancien regime era una suddivisione solo amministrativa, con Carnot divenne un'unità autonoma composta dalle tre armi e dai genieri con i necessari rifornimenti logistici. Una tipica divisione consisteva di 12 battaglioni di fanteria, un reggimento di cavalleria e di 22 cannoni. Fu proprio presso l'Armata del Nord che, nell'estate del 1793, fu istituito il primo campo di addestramento alle nuove tattiche di combattimento, che avrebbero dato la loro prima dimostrazione sul campo proprio nella battaglia di Wattignies.
Mentre si svolgevano i combattimenti a Menin, il feldmaresciallo Coburgo aveva occupato Le Quesnoy tra il 12 e il 13 settembre, prendendo almeno 4 000 prigionieri ma, indeciso e cauto, impiegò quindici giorni per concentrare le sue forze prima di decidere di marciare sulla successiva linea di difesa fortificata francese attestata a Maubeuge; il 28 settembre finalmente i coalizzati (austriaci, britannici e olandesi) ripresero ad avanzare, attraversarono la Sambre e il 30 settembre accerchiarono la fortezza dove rimasero tagliati fuori 22 000 soldati francesi. Carnot, preoccupato per la situazione, si recò di persona sul posto e sollecitò il generale Jourdan a concentrare la sua armata a Guise, manovra che fu completata con brutale energia l'11 ottobre. Tra l'11 e il 13 ottobre l'armata di Jourdan si spostò a est da Guise a Avesnes-sur-Helpe; per rimuovere l'assedio assedio di Maubeuge e respingere i coalizzati, agli ordini di Jourdan erano stati messi circa 45 000 soldati di cui circa 6 500 cavalieri.
Riguardo alla consistenza dell'armata coalizzata a Maubeuge, le fonti si rivelano fortemente in disaccordo, con i dati relativi alla forza assediante variabili tra le 14 000 e le 26 000 unità, e quelli della forza di copertura tra 26 000 e 37 000. La forza alleata coinvolta direttamente nella battaglia avrebbe in ogni caso contato solo su una parte di quella di copertura, probabilmente circa 21 000 uomini; questa forza fu posizionata a sud di Maubeuge, sul lato meridionale della Sambre.
Le linee austriache correvano da Wattignies all'estremità orientale, attraverso Dourlers al centro, fino a Saint-Remy-Chaussée e Monceau-Saint-Waast all'estremità occidentale, per una distanza di circa otto miglia. I francesi si accostarono a questo fronte lungo la strada che attraversava Avesnes-sur-Helpe al centro della linea austriaca e quindi si dirigeva a nord verso Maubeuge.

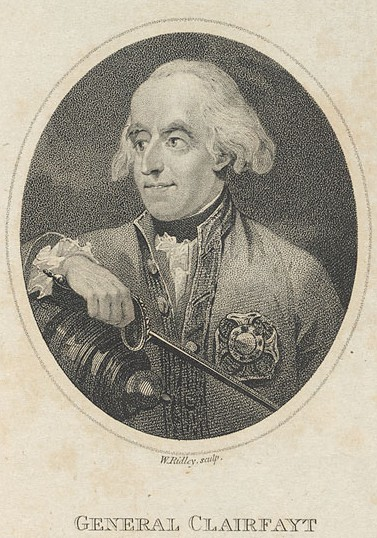
Il conte di Clerfayt

La forza di copertura austriaca era ben trincerata, e sebbene Clerfayt fosse nominalmente al comando il Coburgo era sulla scena e avrebbe mantenuto il controllo della battaglia. Il feldmaresciallo era così sicuro del successo finale che pare avesse affermato che, nel caso fosse stato sconfitto, sarebbe diventato un sans-culotte; questo aneddoto fece il giro dell'armata rivoluzionaria e rese i soldati francesi impazienti di far indossare i pantaloni dei patrioti al comandante della coalizione.
Il piano del generale Jourdan prevedeva di attaccare la forza di copertura nemica (o corpo di osservazione) in quattro punti, mantenendo contemporaneamente la strada che andava da Avesnes a Guise. Alla sua sinistra egli dispose la divisione di Fromentin su Saint-Waast, con l'ordine di marciare tra la Sambre e la destra del nemico, mentre al generale Balland fu ordinato di piazzarsi al centro di fronte a Dourlers, con diverse batterie di artiglieria, in modo da mantenere Clerfayt sotto il fuoco di un costante cannoneggiamento pesante; il compito del generale Duquesnoy era di avanzare con l'ala destra su Wattignies, dove era schierata la sinistra del nemico, un po' dietro la posizione centrale di Dourlers. Una quarta divisione, quella del generale Beauregard, posizionata a Solre-le-Château oltre l'ala destra, aveva infine quello di appoggiare Duquesnoy nel suo attacco a Wattignies; secondo Phipps gli uomini di Beauregard erano «bad troops under a bad General» ("pessime truppe sotto un pessimo generale"). Jourdan godeva in ogni caso di una superiorità di due a uno e per i generali della coalizione erano una grossa fonte di preoccupazione i 20 000 soldati francesi assediati a Maubeuge.
La mattina del 15 ottobre i francesi attaccarono lungo tutta la linea alleata. A destra, gli uomini di Beauregard lasciarono Solre-le-Château alle 7:00, ma vicino Obrechies quattro squadroni di cavalleria austriaca li caricarono e li respinsero, infliggendo loro anche la perdita di tre cannoni da campo. La divisione di Duquesnoy era nel frattempo partita da Flaumont alle 6:00 del mattino marciando attraverso Beugnies, Dimont e Dimechaux: supportata da un abbondante fuoco di artiglieria, la fanteria francese respinse due battaglioni austriaci fuori da Wattignies ma, appena le truppe rivoluzionarie raggiunsero l'altro lato del villaggio, furono accolte da un violento contrattacco combinato di fanteria e cavalleria. I soldati di Duquesnoy furono quindi costretti ad abbandonare Wattignies e a ritirarsi su Dimechaux e Dimont. All'estrema sinistra del fronte, la divisione di Cordellier avanzò verso Leval e Monceau-Saint-Waast, mentre più a est la divisione di Fromentin attaccò tra Saint-Remy-Chaussée e Saint-Aubin. A metà mattina i cannoni di Bellegarde, al comando del fianco destro dei coalizzati, aprirono il fuoco e cominciò un reciproco scambio di artiglieria. La fanteria francese riuscì comunque ad attraversare la gravina di Saint-Remy e si scontrò con un battaglione di fanteria croato per il possesso del villaggio di Saint-Aubin. Nel pomeriggio tuttavia Bellegarde lanciò un contrattacco con alcuni reparti della fanteria regolare austriaca, mentre due reggimenti di cavalleria travolgevano il fianco sinistro francese che Fromentine aveva incautamente lasciato troppo lontano dalla protezione offerta dai boschi da cui si era precedentemente mosso, sorprendendo inizialmente il nemico. Gli austriaci catturarono otto cannoni e costrinsero i francesi a fuggire nuovamente dietro la relativa sicurezza della gravina.

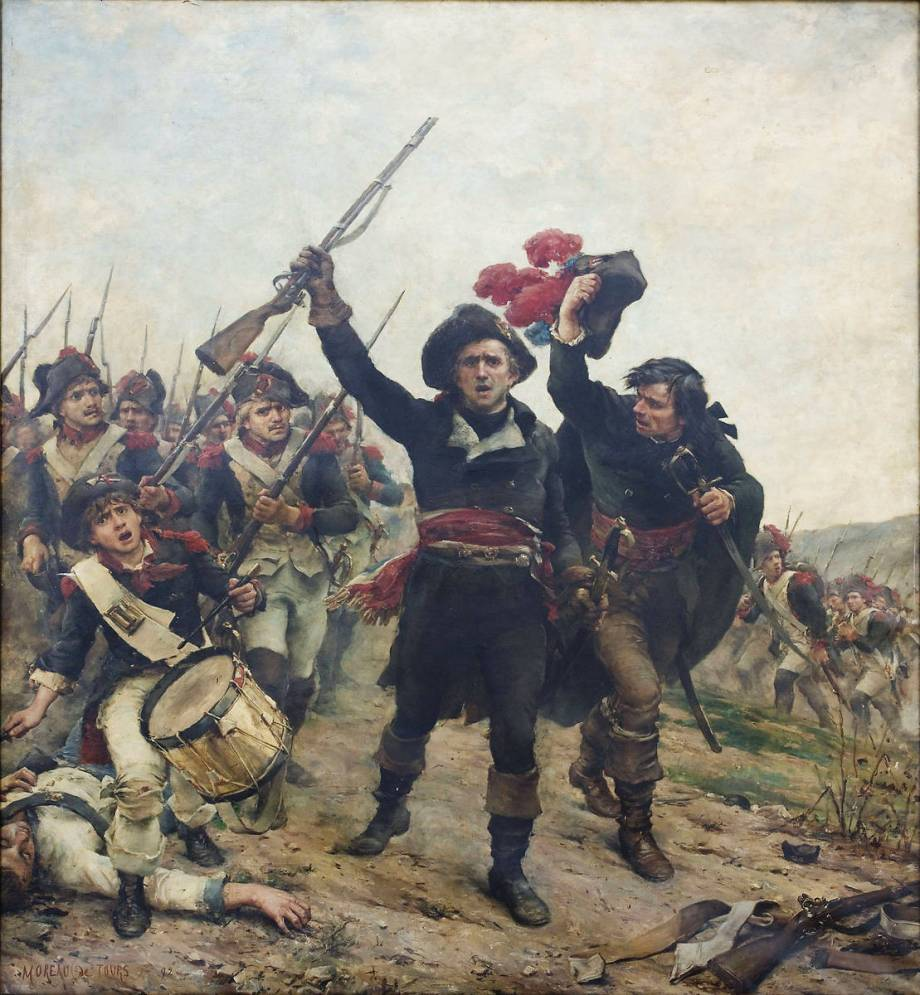
Lazare Carnot alla battaglia di Wattignies

Probabilmente ingannato dalle iniziali notizie positive provenienti dai fianchi, il generale Balland decise di attaccare il centro della linea alleata: presupponendo che Fromentin dovesse ormai essere in possesso di Saint-Waast, e sapendo per certo che la destra era riuscita a occupare Wattignies, invece di cannoneggiare Dourlers egli pensò di prenderlo; sembra che questa iniziativa fosse stata suggerita da Carnot, che decise l'attacco a dispetto degli ordini del generale Jourdan che prevedevano di attendere che le ali facessero significativi progressi prima di muoversi al centro. Ormai costretto dagli eventi, il comandante francese decise di mettersi personalmente alla testa della divisione di Balland e guidare egli stesso l'attacco. Proprio al centro però Clerfayt aveva piazzato la sua riserva, schierando cinque battaglioni di granatieri oltre a diversi battaglioni di fanteria e cavalleria croati, austriaci e di realisti francesi ben posizionati sulle colline e le alture intorno a Dourlers. Non appena i soldati francesi sbucarono dalla cresta del crinale di fronte alla strada per il villaggio, finirono sotto il micidiale fuoco dei granatieri austriaci e nonostante gli eroici tentativi di fare avanzare i pezzi di artiglieria leggera i cannoni furono distrutti e gli artiglieri e i loro cavalli abbattuti. Pur sotto una pioggia di proiettili, Jourdan esortò coraggiosamente le sue truppe ad avanzare, ma una nuova forza austriaca apparve da Saint-Aubin, minacciando il fianco sinistro francese. Al calare della notte i rappresentanti in missione autorizzarono il ritiro dopo che la divisione di Balland aveva perso tra i 1 200 e i 1 500 uomini.
Per il giorno successivo i francesi decisero di concentrare i propri sforzi contro Wattignies, sul fianco sinistro della linea alleata. Carnot, secondo alcuni storici impegnato in seguito a costruirsi una reputazione di brillante militare, per favorire la sua carriera politica, asserì nelle sue memorie che Jourdan volesse in realtà attaccare la destra austriaca, mentre egli sosteneva che fosse quella sinistra la chiave per scompaginare le difese nemiche e vincere la battaglia; altri autorevoli storici, tra cui Phipps, osservano tuttavia che il racconto di Carnot sia quantomeno una forzatura e che la conduzione della battaglia seguì le tipiche tattiche di Jourdan. Nei suoi racconti lo stesso Jourdan dichiarò semplicemente che avrebbe portato l'attacco principale su Wattignies. Le fonti divergono poi sulla questione se il Coburgo avesse provveduto o meno a rafforzare questa ala che appariva effettivamente la più debole, ma anche se lo avesse fatto i francesi furono in grado di concentrare alla fine su quel fianco circa 20 000 uomini, cioè un numero quasi pari a quello degli uomini che erano presenti in tutta la forza di copertura alleata.
La mattina del 16 ottobre l'attacco ebbe inizio. Fromentin e Balland, il primo ora al comando di due divisioni sul fianco sinistro e il secondo che schierava la sua divisione al centro, furono coinvolti in scaramucce tutto il giorno, senza riuscire a minacciare Bellegarde e Clerfayt che conservarono la maggior parte delle loro forze nelle loro posizioni iniziali. Jourdan condusse come previsto il principale assalto francese contro l'altura di Wattignies, in tre colonne da Dimont, Dimechaux e Choisies. Dissoltasi la nebbia a metà mattinata, l'artiglieria francese cominciò un intenso fuoco di fila sul villaggio. La divisione di Duquesnoy formò le due colonne di destra, mentre il distaccamento agli ordini di Jourdan compose la colonna di sinistra.
Dopo essere state inizialmente bloccate due volte dal fuoco dei granatieri austriaci, le colonne francesi riuscirono infine a respingerli nei boschi e fecero irruzione a Wattignies nel primo pomeriggio, vanificando il successivo contrattacco della cavalleria nemica grazie all'artiglieria leggera. Meno fortunato fu Beauregard, sorpreso durante il suo attacco a Obrechies da una brigata austriaca: le sue truppe, circondate su tre lati, esagerarono la forza del nemico che avevano di fronte e si dispersero, abbandonando cinque cannoni e fuggendo fino a Solrinnes (addirittura ancora più a sud-est fino a Solre-le-Château secondo altre fonti). Anche se a Dourlers e a Saint-Waast i due eserciti erano rimasti in stallo, il villaggio di Wattignies era stato saldamente occupato, e questo era l'obiettivo essenziale di Jourdan: al fine di assicurarsene il definitivo possesso, provvide inoltre a rafforzarvi la guarnigione con almeno altri 6 000 uomini. Il Coburgo, nonostante il successo ottenuto sulle truppe di Beauregard e l'arrivo a marce forzate dall'altra parte della Sambre del duca di York con altri 3 500 uomini, probabilmente fortemente impensierito a questo punto anche da una probabile incursione degli oltre 20 000 uomini di stanza a Maubeuge, decise di abbandonare l'assedio, ritirandosi oltre il fiume a Hautmont e Bruay-la-Buissière

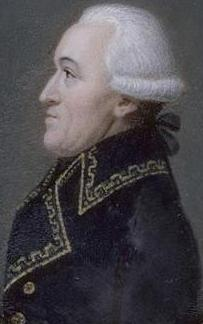
Il generale Jean Henri Becays Ferrand

Come sempre il numero di vittime è variabile a seconda delle fonti consultate: le stime oscillano tra i 3 000 uomini per ciascuna parte fino a 5 000 per i coalizzati e 8 000 per i francesi. Vista l'inesperienza delle truppe rivoluzionarie che spesso andavano ripetutamente all'assalto, descritte come folli dal Coburgo, è probabile che le perdite francesi siano state molto superiori a quelle alleate, e furono probabilmente i ripetuti assalti compiuti a lasciare l'esercito francese troppo esausto per inseguire gli alleati sconfitti, mentre la guarnigione di Maubeuge non sfruttò la possibilità di impedire loro di attraversare la Sambre e raggiungere gli acquartieramenti invernali.
Il mancato sfruttamento della vittoria fu l'inizio di una lunga serie di guai per il generale Jourdan. Il Comitato di salute pubblica, infatti, insisteva perché si marciasse su Charleroi prima dell'inverno per scacciare il nemico da tutto il territorio francese. Jourdan cercò di rispettare queste direttive, ma scoprì che la coalizione controllava l'accesso a tutti i guadi e che la pioggia battente aveva reso impercorribili le strade. Dopo aver minacciato di dimettersi il 4 novembre, il comandante dell'Armata del Nord fu richiamato a Parigi per interloquire con il Comitato; questo era il solito preludio all'arresto e all'esecuzione cui erano già stati vittime molti comandanti, ma a Jourdan fu permesso di tornare presso l'esercito e sistemare i suoi soldati nei quartieri d'inverno. Ciononostante, il 10 gennaio 1794, Jourdan fu nuovamente accusato di non aver adeguatamente protetto la frontiera e convocato a Parigi; fu però appassionatamente difeso dal rappresentante in missione Ernest Dominique François Joseph Duquesnoy (fratello del generale Florent Joseph Duquesnoy) e costretto semplicemente a congedarsi dall'esercito, mentre il comando provvisorio dell'Armata del Nord veniva affidato al generale Jean Henri Becays Ferrand.

### La battaglia di Tourcoing

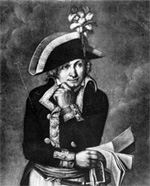
Charles Pichegru, generale dell'esercito rivoluzionario francese, 1794

All'inizio di febbraio del 1794, il comando dell'Armata del Nord passò nelle mani del generale Jean-Charles Pichegru che deteneva anche quello dell'Armata delle Ardenne. Nel frattempo le armate rivoluzionarie erano diventate, grazie all'energiche misure di riordino e potenziamento promosse dal Comitato di salute pubblica e in particolare da Lazare Carnot, una temibile macchina da guerra in grado finalmente di passare all'offensiva su tutti i fronti. Dal punto di vista tattico e strategico Carnot, durante il piovoso anno II del CRF (febbraio 1794), richiese esplicitamente ai generali delle armate rivoluzionarie offensive in massa, spirito aggressivo, attacchi alla baionetta in colonne massicce e inseguimento del nemico per ottenere vittorie decisive. Inoltre il membro del Comitato di salute pubblica dichiarava l'11 germinale (31 marzo) ai comandanti dell'Armata del Nord che era assolutamente necessario avanzare in territorio nemico per raccogliere bottino e vivere depredando le risorse locali: «bisogna vivere a spese del nemico o perire: la difensiva ci disonora e ci uccide».
Mentre le armate rivoluzionarie si rafforzavano e galvanizzavano per l'afflusso costante di nuovi patriottici volontari, le potenze alleate si trovavano disunite e scarsamente coese a causa dei tradizionali conflitti e delle reciproche diffidenze. Quando la grande armata alleata del feldmaresciallo Coburgo, posizionato tra la Sambre e la Schelda e padrona di Condè, Valenciennes, Le Quesnoy e della foresta di Mormal, ricevette l'ordine di avanzare su Parigi, solo il distaccamento del generale Blankenstein venne schierato a Treviri per collaborare. In realtà le forze coalizzate erano in inferiorità numerica di fronte alle crescenti armate rivoluzionarie e Carnot decise di passare all'offensiva contro l'esercito di Coburgo, affidando la missione più importante al generale Pichegru. Le prime azioni del neo comandante dell'Armata del Nord tuttavia non ebbero successo e l'attacco del 9 germinale (29 marzo) su Le Cateau, 24 chilometri a sud-ovest di Cambrai, venne respinto con gravi perdite francesi. Tre settimane più tardi, l'armata della coalizione avrebbe iniziato la sua offensiva di primavera con l'assedio di Landrecies.

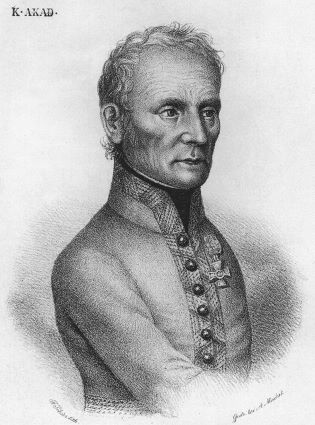
Il feldmaresciallo Karl Mack von Leiberich

Il feldmaresciallo Coburgo conquistò Landrecies l'11 floreale (30 aprile) e, disponendo di una testa di ponte sulla Sambre, sembrava in grado di marciare su Parigi, ma i rappresentanti in missione Louis Saint-Just e François-Joseph Le Bas, inviati per rafforzare la coesione e la combattività delle armate, organizzarono con grande energia la resistenza a Guise e Cambrai. Il generale Pichegru ricevette precise disposizioni di marciare con l'Armata del Nord verso Courtrai e Ypres e, coadiuvato dal giovane ma capace generale Jean Victor Moreau, raggiunse importanti successi nelle Fiandre; le forze rivoluzionarie occuparono Courtrai il 7 floreale (26 aprile) e tre giorni dopo entrarono a Furnes scacciando le truppe del generale Clerfayt dalle Fiandre occidentali. A conoscenza dei piani francesi, di cui i coalizzati erano venuto in possesso qualche giorno prima, il Coburgo mandò nuovi rinforzi a ovest. I francesi attaccarono le linee alleate a Willems (10 maggio 1794) e furono sconfitti dal duca di York, ma nel nuovo attacco del giorno seguente (battaglia di Courtrai, 11 maggio 1794) costrinsero Clerfayt a ritirarsi nuovamente. Gli alleati reagirono a questo rovescio spostando a ovest la loro forza principale. Il 16 maggio il generale Karl Mack von Leiberich ideò un piano, letteralmente denominato "piano di distruzione", con il quale era certo avrebbe eliminato l'esercito francese, e gli alleati si prepararono ad attaccare.
A causa della temporanea assenza di Pichegru, il comando dell'Armata del Nord alla metà di maggio era affidato a Moreau e al generale Joseph Souham. Le truppe francesi erano dislocate e un po' disperse all'interno di un ampio parallelogramma, leggermente sbilanciate verso est: le divisioni di Souham e Moreau, rispettivamente con 28 000 e 22 000 uomini, formavano il fianco sinistro (a nord), sulla riva sud del fiume Lys, tra Courtrai e Aalbeke; il generale Jacques Philippe Bonnaud, al comando di circa 20 000 uomini, teneva il centro con unità a Lannoy, Tressin e Sainghin; la brigata di Louis Fursy Henri Compère teneva Tourcoing mentre quella di Thierry controllava Mouscron, entrambe col compito di mantenere le comunicazioni con Bonnaud; la divisione di Pierre-Jacques Osten difendeva Pont-à-Marcq a sud, sul fianco destro. In totale le truppe francesi potevano contare su circa 82 000 uomini, anche se Thiers ne riporta 70 000, probabilmente non tenendo conto delle forze di supporto.

Il piano alleato per la battaglia di Tourcoing

Lo scopo di Mack era quello di assicurarsi la completa distruzione delle forze francesi, tuttavia il suo piano coinvolgeva sei colonne separate che avrebbero dovuto attaccare di concerto, lungo un fronte di oltre venti miglia, su un terreno difficile che avrebbe reso le comunicazioni fra le colonne estremamente complicate, marciando da posizioni molto distanti dall'obiettivo, addirittura in un caso attraversando parte delle linee francesi per posizionarsi dove previsto, affidandosi alla riuscita di una perfetta combinazione di movimenti quasi impossibile da effettuare sul campo di battaglia; una trama che infatti si sarebbe rivelata troppo macchinosa da ordire per sperare di avere successo. Il corpo distaccato di Clerfayt avrebbe dovuto marciare lungo la riva nord del Lys da Tielt attraverso Menin. A Wervik, Clerfayt sarebbe stato costretto a una traversata verso la riva meridionale del fiume, in modo da posizionarsi dietro il fianco sinistro francese, non prima però di aver attraversato alcune linee nemiche. Le tre colonne del duca di York sarebbero avanzate verso nord-ovest, da Tournai verso Tourcoing: questa forza avrebbe bloccato le divisioni di Souham e Moreau contro la Lys. A sud, l'arciduca Carlo e il conte Franz Joseph Kinsky avrebbero dovuto spazzare via Osten e Bonnaud e quindi dirigersi verso nord-ovest, dopo aver attraversato il Marque at Pont-à-Marque e Bouvines, a sud-est di Lille, collegandosi con Clerfayt e quindi intrappolando definitivamente l'ala sinistra francese. L'idea di base era semplice: attaccare il nemico frontalmente con metà dell'armata, aggirarne entrambi i fianchi col resto e quindi schiacciarlo. Come era spesso caratteristica dei piani di Mack, perché il piano generale avesse successo era però necessario che ogni colonna raggiungesse i suoi obiettivi, e inoltre teneva in poco conto qualsiasi reazione francese.
Il movimento delle truppe coalizzate iniziò il 16 maggio. Clerfayt ricevette gli ordini in ritardo e la sua manovra fu rallentata dalle pessime condizioni delle strade. Ciò concesse ai francesi sufficiente tempo per correre ai ripari, inviando la brigata di Vandamme a trincerarsi sull'unico ponte disponibile sulla Lys, in modo da ostacolargli l'attraversamento del fiume. Arrivato a Wervik solo nel tardo pomeriggio del 17, fu costretto ad attendere l'arrivo dei pontoni galleggianti per superare il corso d'acqua, col risultato che la sua colonna, un quarto di tutta la forza alleata, non poté dare alcun apporto alle operazioni per tutto il primo giorno delle operazioni. La colonna di destra del duca di York, sotto il comando del generale hannoveriano Bussche, catturò Mouscron solo per esserne presto scacciata e quindi sbaragliata dal contrattacco di una brigata francese. La colonna centrale guidata dal generale tedesco Rudolf Ritter von Otto si impadronì di Tourcoing senza però riuscire a soccorrere Bussche. Con il generale inglese Henry Edward Fox al comando della brigata delle British Guards, la colonna sinistra del duca di York comandata da sir Ralph Abercromby occupò Lannoy, Willems e Mouvaux. La colonna di Kinsky attraversò il fiume Marque a Bouvines ma non fece che pochi ulteriori progressi, mentre la colonna dell'arciduca Carlo partì solo nella tarda serata del 16, riuscendo appena ad attraversare e prendere posizione sulla sponda occidentale del fiume, presso Pont-à-Marcq, nel primo pomeriggio del 17 invece che alle 6 di mattina come previsto. Solo le colonne di Abercromby e Otto avevano raggiunto di sera le posizioni loro assegnate ma, isolate, correvano il reale pericolo di essere annientate da forze nemiche tre volte più grandi di loro.

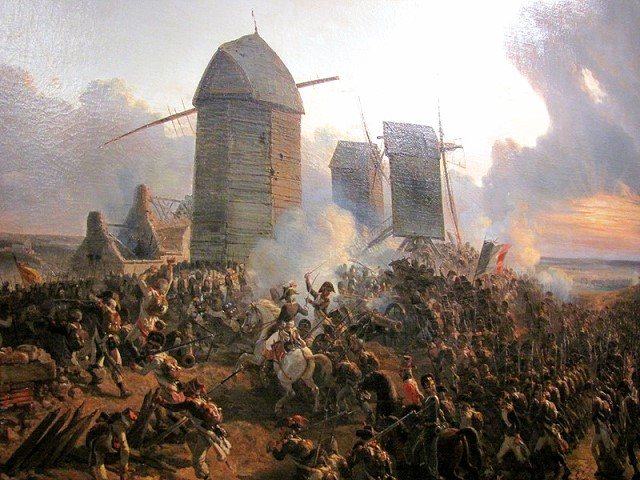
La battaglia di Tourcoing, 17-18 maggio 1794

La mattina del 18 maggio la colonna di Otto era pericolosamente dispersa su una linea di cinque miglia e in una situazione simile si trovava la colonna del duca di York. La brigata britannica delle Guardie era a Mouvaux, mentre quattro battaglioni di fanteria austriaci e il XVI Dragoni leggeri erano a Roubaix. Tre battaglioni britannici proteggevano il loro fianco sinistro sulla strada che da Roubaix portava a Lille, con altri due battaglioni alla retroguardia a Lannoy. La colonna di Bussche non era più in grado di combattere. Sommando queste forze a quelle di Otto e del di duca di York, i coalizzati schieravano circa 18 000 uomini in sei posizioni principali che stavano per essere attaccate da circa 60 000 soldati francesi. Alle 03:00 del 18 maggio, Souham decise di lanciare 40 000 uomini all'attacco delle tre colonne del duca di York, contenendo nel frattempo Kinsky, l'arciduca Carlo e Clerfayt con forze secondarie. Durante la notte, Clerfayt riuscì ad attraversare la riva sud della Lys e i suoi 21 000 uomini respinsero i 12 000 di Vandamme, ma egli non fu in grado di avanzare a sud oltre Linselles. Troppo indebolito dalla sconfitta del giorno prima, Bussche si ritirò sulla Schelda mentre a sud l'arciduca Carlo e Kinsky rimasero quasi del tutto inattivi, nonostante gli ordini frenetici di Mack che li esortavano a marciare su Lannoy: la priorità dell'arciduca divenne invece l'urgente necessità di proteggere il suo fianco sinistro e la sua retroguardia dalle continue incursioni francesi. All'alba, la brigata del generale Étienne MacDonald della divisione di Souham attaccò e riprese Tourcoing a danno delle truppe di Otto. La brigata di Malbrancq attaccò Mouvaux da nord mentre Bonnaud faceva pressione da ovest. In un primo momento, Otto riuscì a tenere una linea a sud di Tourcoing, ma fu lentamente respinto. Alle 11:30 il comando di Abercromby, ormai isolato e sotto un attacco molto pesante, riuscì tuttavia a districarsi e si ritirò da Mouvaux verso sud-est, mentre la brigata delle Guardie di Fox si distingueva durante la ritirata; questo concluse la battaglia. Il duca di York, separato dal suo comando, evitò a stento la cattura e fu costretto a guadare un profondo ruscello per fuggire, salvandosi solo grazie alla prodezza del suo cavallo. Souham subito radunò le sue pur sfinite truppe e si preparò ad attaccare Clerfayt: questi, resosi conto di essere ormai rimasto da solo, riattraversò la riva nord del Lys e si ritirò verso nord-est.
I francesi non furono in grado di approfittare della vittoria e attorno alle 16:30 interruppero ogni azione. Le perdite alleate, tra morti, feriti e dispersi, si aggirarono tra le 3 000 e le 5 500 unità e tra i 50 e i 60 cannoni, tra i quali ben 19 sottratti alle truppe britanniche. I francesi lamentarono non più di 3 000 vittime e la perdita di 7 cannoni. Il piano alleato era totalmente fallito e presto gli austriaci avrebbero perso il controllo delle Fiandre occidentali.

#### La battaglia di Tournai

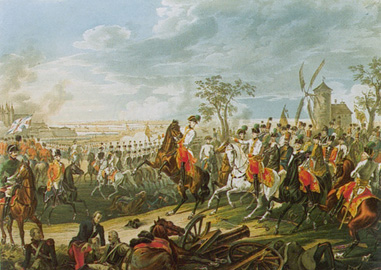
La battaglia di Tournai, 22 maggio 1794

Rientrato presso l'Armata del Nord a giochi conclusi, Pichegru decise di tentare di approfittare della vittoria francese a Tourcoing. Dopo la sconfitta, tutto il corpo alleato si era ritirato a Tournai, posizionandosi in semicircolo attorno alla cittadina belga, col fianco destro protetto dalla Schelda; faceva eccezione Clerfayt che, tornato nelle Fiandre, aveva fissato la sua posizione a Tielt. Secondo lo storico francese Thiers, il generale francese aveva deciso di intercettare un'importante quantità di foraggio e rifornimenti in arrivo sulla Schelda per le truppe nemiche e mosse una parte cospicua della sua armata per questo obiettivo, da lui definito puerile. Più probabilmente la ragione era dettata dalla necessità di portare un attacco preventivo: nonostante il recente insuccesso e le reciproche recriminazioni, infatti, i coalizzati avevano cominciato a pianificare un nuovo attacco verso Mouscron.
Il 22 maggio, dopo essersi consultato con i suoi alti ufficiali, Pichegru decise di attaccare le posizioni nemiche a Tournai. Le truppe francesi che sarebbero state coinvolte nell'attacco ammontavano a circa 50/60 000 uomini. Il generale Souham, con oltre 30 000 soldati divisi in quattro brigate, aveva il compito di attaccare la parte settentrionale delle linee del Coburgo, da Espierres a Leers; la divisione di Bonnaud aveva quello di attaccare la sinistra della linea e quella di Osten quello di realizzare un movimento di aggiramento da sud. L'attacco fu portato tra le sei e le sette del mattino del 22 maggio. Gli scontri durarono per tutto il giorno, e fu presto chiaro che Pont-à-Chin, sulla Schelda appena a valle di Tournai, sarebbe stato la chiave della battaglia: dal minuscolo villaggio, infatti, gli alleati controllavano la navigazione fluviale e il Coburgo ordinò che ne venisse mantenuto il possesso a qualunque costo; il villaggio passò di mano ben quattro volte durante la battaglia. Alle sei di sera l'unica forza coalizzata a difesa del paese era la brigata di fanteria britannica del generale Fox, che venne investita da una consistente forza di attacco francese sotto il generale Macdonald: questa brigata aveva già subito pesanti perdite a Tourcoing e contava appena 600 uomini, ciononostante riuscì a mantenere il possesso di Pont-à-Chin e a garantire la posizione degli alleati.
Il fallimento a Pont-à-Chin pose fine di fatto a quindici ore di ostilità. L'attacco francese si risolse in una inutile carneficina al costo di 5/6 000 vittime e 7 cannoni per i francesi e 3/4 000 uomini e qualche imbarcazione data alle fiamme per i coalizzati. Inoltre i francesi avevano perso parte della superiorità che avevano acquisito dopo la vittoria di Tourcoing. Tuttavia, all'indomani della battaglia il generale Mack, disgustato dal totale fallimento dei suoi piani, si dimise dalla carica di comandante in capo e, dopo aver espresso la sua opinione riguardo al fatto che egli non credeva ormai più possibile cacciare i francesi dal Belgio, annunciò il suo ritiro a vita privata.

### L'assedio di Ypres
Nonostante il fallimento dell'attacco francese a Tournai, anche il successore di Mack, il generale Cristiano Augusto di Waldeck e Pyrmont, e il cancelliere austriaco Thugut erano dello stesso avviso del comandante dimissionario: la riconquista del Belgio e il mantenimento del possesso dei Paesi Bassi erano ormai impossibili. Il 24 maggio, in un formale consiglio di guerra, l'imperatore Francesco II fu facilmente persuaso a condividere la stessa opinione e il 29 maggio rientrò a Vienna. Chiaramente il loro impegno in quella strategica parte dell'Europa ne risultava fortemente ridotto, ma questo non significava ancora che gli austriaci fossero disposti a ritirarsi definitivamente dalla guerra nei Paesi Bassi: il fratello dell'imperatore, l'arciduca Carlo, rimaneva nella zona delle operazioni e il Coburgo, che il 30 aprile aveva conquistato Landrecies e una strategica testa di ponte sulla Sambre, aveva riguadagnato il comando dell'esercito.

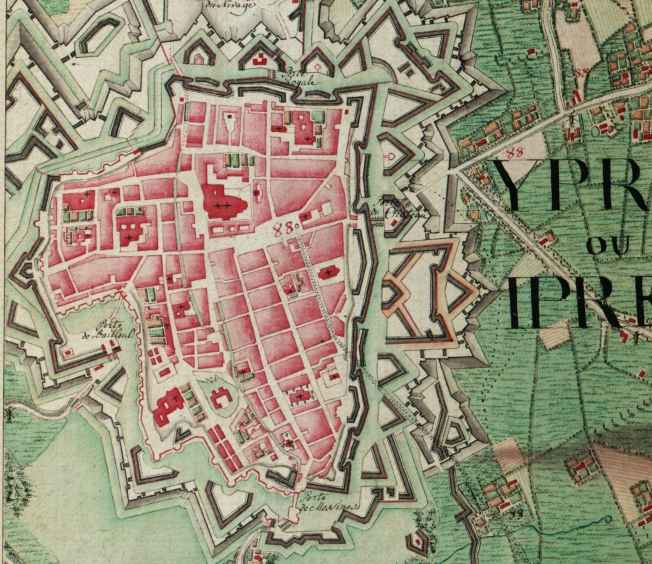
Mappa di Ypres, 1775

Proprio sulla Sambre si concentrarono quindi le altre offensive francesi del mese di maggio, caratterizzate tuttavia da una iniziale serie di insuccessi. I generali Louise Charbonnier e Jacques Desjardin, spronati dai rappresentanti del Comitato di salute pubblica Saint-Just e Le Bas, fecero tre infruttuosi tentativi di attraversare la Sambre (12-13 maggio, 20-24 maggio e 26 maggio-3 giugno). Al terzo tentativo riuscirono quantomeno ad assediare per breve tempo Charleroi, ma ogni volta gli austriaci e gli olandesi contrattaccarono in forze respingendoli nuovamente sull'altra sponda del fiume. Il Comitato corse allora ai ripari, ordinando al generale Jourdan di accorrere con una parte delle sue forze in soccorso dell'Armata delle Ardenne, spostando quella della Mosella sulla Sambre.
Nel frattempo Pichegru riprese le operazioni nelle Fiandre Occidentali. Lasciati circa 40 000 uomini a difendere le posizioni francesi a Mouscron e Menin, marciò con circa altrettanti soldati verso Ypres, fortezza strategica per consolidare il controllo francese sulla regione. Il 1º giugno il comandante dell'Armata del Nord circondò la fortezza da sud e da ovest con i primi 15 000 uomini agli ordini di Moreau. Souham copriva l'assedio con la divisione del generale Pierre Antoine Michaud alla sua sinistra e la divisione del generale Éloi Laurent Despeaux alla sua destra, per un totale di circa 20 000 uomini. Il compito di difendere Ypres spettava a Clerfayt che però, temendo di indebolire la sua posizione, non si mosse in attesa di ricevere rinforzi dal Coburgo. Sfruttando l'indolenza e la propensione difensiva del generale austriaco, Pichegru manovrò per affrontarlo separatamente dal Coburgo, prevenendo ogni possibilità che riuscisse a riunire le sue forze con quelle del comandante in capo dei coalizzati. Per evitare ogni manovra da parte di questi, il comandante francese fece marciare un grosso contingente di truppe da Lille, e lo fece manovrare in maniera così minacciosa davanti a Orchies che il Coburgo preferì non muoversi da Tournai. Contemporaneamente investì Clerfayt che il 6 giugno aveva intrapreso un timido tentativo di attacco, costringendolo il 10 giugno a rientrare a Tielt, con perdite di circa 1 000 uomini per ambo le parti.
Alle 07:00 del 13 giugno 1794, ricevuti i rinforzi che attendeva, Clerfayt lanciò tuttavia un improvviso assalto con 30 000 uomini contro la divisione di Despeaux. L'attacco ebbe un pesante impatto sulla destra francese che si sbandò, respingendo la brigata di Jean-Baptiste Salme su Menen e lasciando pericolosamente scoperta l'ala sinistra agli ordini di MacDonald, su cui ricadde tutto il peso dello slancio nemico. Gli uomini di quest'ultimo, schierati sull'altopiano di Hooglede, non cedettero terreno per le successive sei ore, respingendo ripetute cariche di cavalleria; infine, la brigata del generale (e più tardi ammiraglio) olandese Jan Willem de Winter accorse a sostegno della sinistra di MacDonald mentre quella di Salem, ricompattatasi, si fece avanti alla sua destra. A questo punto i soldati della coalizione, ormai logorati ed esausti, si ritirarono; era la quinta volta che Clerfayt, mal supportato, veniva sconfitto dall'Armata del Nord. Ypres si arrese con l'onore delle armi tra il 17 e il 18 giugno e i francesi fecero quasi 7 000 prigionieri.

### La battaglia di Fleurus

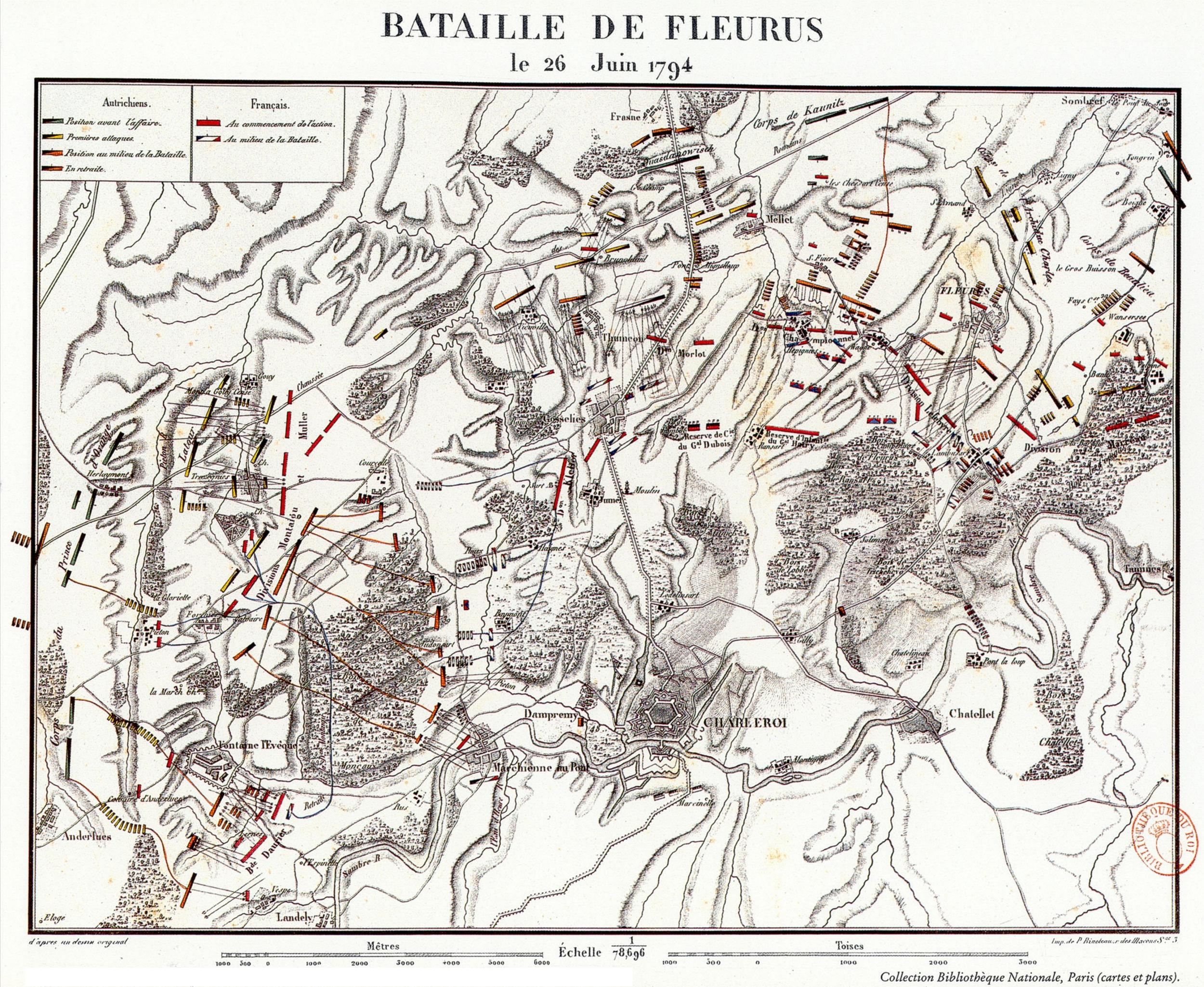
La battaglia di Fleurus. 26 giugno 1794

Il 4 giugno, dal canto suo, il generale Jourdan era arrivato a Charleroi con parte dell'Armata della Mosella, nel momento in cui i francesi, respinti per la terza volta, riattraversavano la Sambre in disordine. Dopo aver concesso alle truppe una tregua di pochi giorni per far riprendere alcuni dallo scoramento delle recenti sconfitte e altri dalle fatiche della rapida marcia di avvicinamento, si dispose a operare una radicale riorganizzazione delle forze francesi: aggregando le divisioni di Desjardins e di Charbonnier con quelle arrivate dalla Mosella e quattro divisioni dell'ala destra dell'Armata del Nord agli ordini di Jean-Baptiste Kléber, venne formato un unico corpo d'armata che fu chiamato "Armata della Sambre e della Mosa" (Armée de Sambre-et-Meuse). La forza era pari a circa 66 000 uomini, e fu posta sotto il comando di Jourdan. Una divisione di 15 000 uomini, sotto Barthélemy Louis Joseph Schérer, fu lasciata a guardia della Sambre tra Thuin e Maubeuge.
Il 12 giugno Jourdan, sotto la supervisione del membro del Comitato di salute pubblica Louis de Saint-Just, attraversò la Sambre per la prima volta e mise sotto assedio Charleroi. Il 16 giugno gli austriaci e gli olandesi, adesso sotto il comando del principe d'Orange, attaccarono i francesi e ancora una volta li costrinsero dall'altra parte del fiume infliggendo loro pesanti perdite. Credendo che ormai le truppe di Jourdan fossero troppo demoralizzate per attaccare sul fronte della Sambre per la quinta volta, il principe di Sassonia-Coburgo decise di spostare parte delle sue truppe dal fronte della Sambre, marciando il 18 giugno verso le Fiandre per ricongiungersi con Clerfayt con l'intento di riconquistare Ypres. Nonostante l'ottimismo del comandante austriaco, la sera stessa giunse ai coalizzati la notizia che i francesi avevano nuovamente attraversato il fiume, mettendo sotto assedio Charleroi per la terza volta. Questa volta gli austriaci non furono in grado di reagire in tempo. Il comandante della piccola guarnigione di 2 800 uomini chiese una trattativa, ma Saint-Just rifiutò ogni accordo rispedendo al mittente la lettera con le condizioni di resa con queste parole: «Ce n'est pas un chiffon de papier, c'est la place qu'il nous faut» ("Non è un pezzo di carta, ma la fortezza che vogliamo"). Il 25 giugno la guarnigione della città si arrese. Il giorno successivo il principe di Coburgo arrivò sulla scena, con il grosso dell'armata alleata, ancora ignaro della caduta di Cherleroi. Oltre il possesso della cittadina attorno alla quale si erano disposti a semicerchio, rendeva più sicura la situazione tattica dei francesi l'avere il fiume a protezione delle spalle; inoltre Jourdan aveva avuto tutto il tempo per fortificare le sue posizioni con terrapieni e ridotte.
Lo schieramento francese era lo stesso del 16 giugno: Kléber comandava l'ala sinistra, dalla Sambre a Trazegnies. Morlot, Championnet, Lefebvre e Marceau formavano il centro e la destra, e schieravano le loro truppe da Gosselies alla Sambre. Trincee erano state scavate a Heppignies (un villaggio a nord di Charleroi) per proteggere il centro, e la divisione di Jacques Hatry fu spostata a Ransart per rafforzarlo ulteriormente.

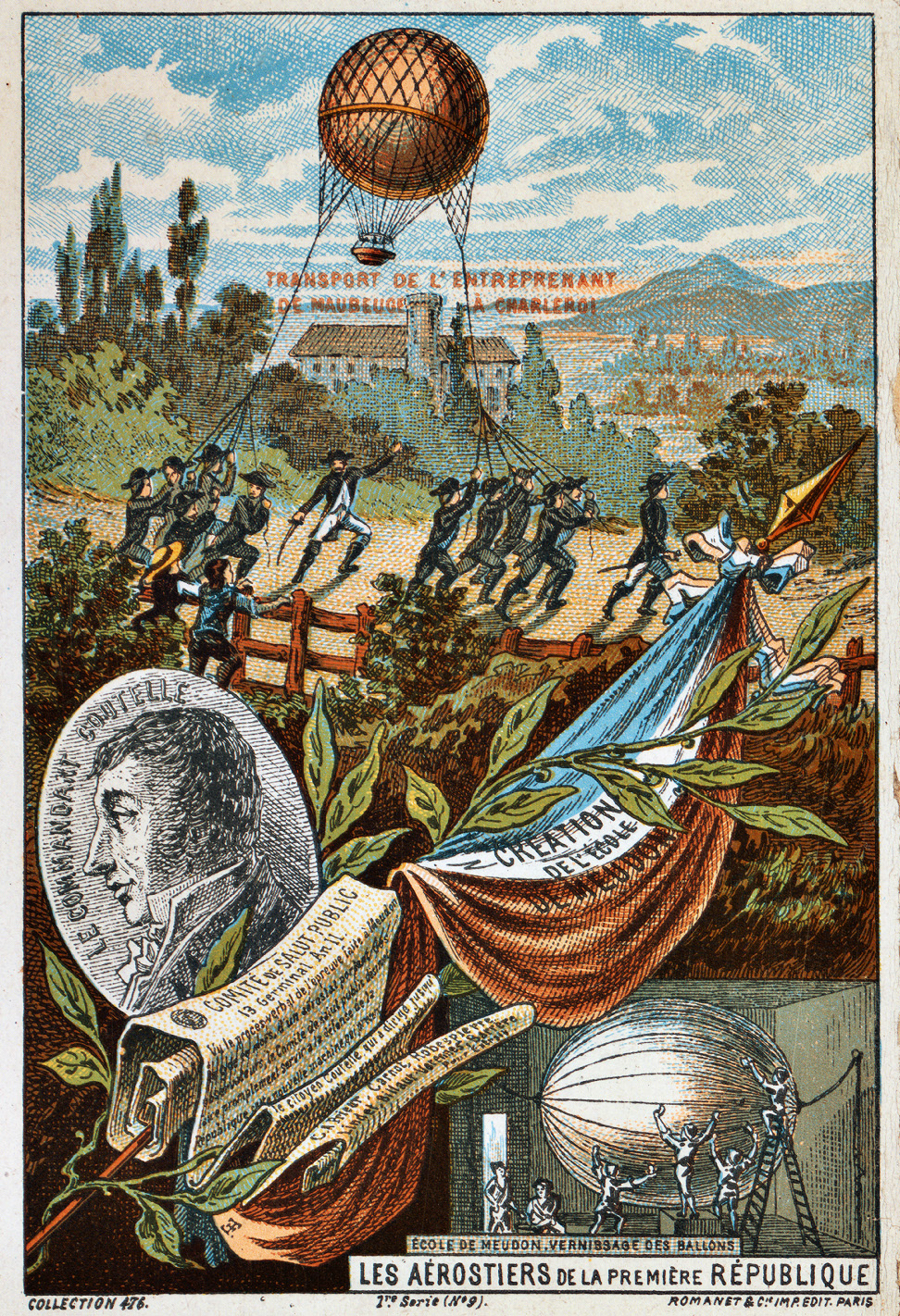
La Compagnie d'aérostiers trasporta il pallone aerostatico a Fleurus

Il punto debole dello schieramento di Jourdan era quello di avere un'unica via di fuga su tutta la Sambre, sul proprio fianco sinistro, attraverso un ponte a Marchiennes: concentrando qui l'attacco e assicurandosene il controllo, gli alleati avrebbero potuto intrappolare l'armata di Jourdan a nord del fiume, e avere la possibilità di annientarla. Tuttavia, ancora una volta, la mattina del 26 giugno i comandanti austriaci preferirono il classico attacco in più colonne che aveva sin qui caratterizzato la loro condotta strategica. A Fleurus il Coburgo decise di dividere le sue forze in cinque colonne e attaccò i francesi.
Durante gli scontri, un pallone aerostatico da ricognizione gestito dalla Compagnie d'aérostiers francese, l'Entreprenant, tenne costantemente informato il generale Jourdan sui movimenti austriaci. Il fronte correva lungo una linea di oltre 28 chilometri il che, vista la dispersione delle forze alleate, favorì il comandante francese che riuscì a manovrare efficacemente le sue riserve in ciascuno dei punti dove si manifestarono dei cedimenti. A un certo punto gli austriaci riuscirono a sfondare entrambe le ali francesi, respingendo indietro Marceau sulla fascia destra e Montaigu sulla fascia sinistra; Jourdan rispose con l'invio a destra di Kléber, il cui intervento ripristinò la situazione a favore delle truppe rivoluzionarie. A sinistra Jourdan fece intervenire la divisione di riserva di Hatry, e riconquistò il villaggio di Lambusart che era caduto in mano nemica. Il centro francese, sotto Lefebvre, tenne facilmente e quindi contrattaccò. Nel frattempo, le truppe austriache che avevano raggiunto le mura di Charleroi si resero finalmente conto che la città era perduta e, poco dopo, l'assalto austriaco si esaurì. Protrattasi per tutta la giornata, il colonnello Nicolas Jean-de-Dieu Soult, a Fleurus capo di stato maggiore sotto Lefebvre, descrisse in seguito la battaglia come «le quindici ore di più disperati combattimenti che abbia mai visto in vita mia».
Anche se i suoi risultati sul campo furono trascurabili, e si trattò semplicemente di un attacco respinto, la battaglia di Fleurus decise tuttavia la ritirata degli austriaci, e con ciò produsse immensi risultati per la Francia rivoluzionaria, aprendole la strada per Bruxelles e la conquista del Belgio. La vittoria causò nell'immediato un ritiro completo degli alleati dal Belgio e avrebbe presto permesso alle forze francesi di spingersi a nord, nei Paesi Bassi; entro la fine del 1795, la Repubblica olandese avrebbe cessato di esistere. Dopo Fleurus, l'esercito repubblicano avrebbe mantenuto il suo slancio nella guerra, mantenendo costante l'offensiva fino alla sua definitiva vittoria contro la Prima coalizione nel 1797.

### L'occupazione del Belgio e dei Paesi Bassi

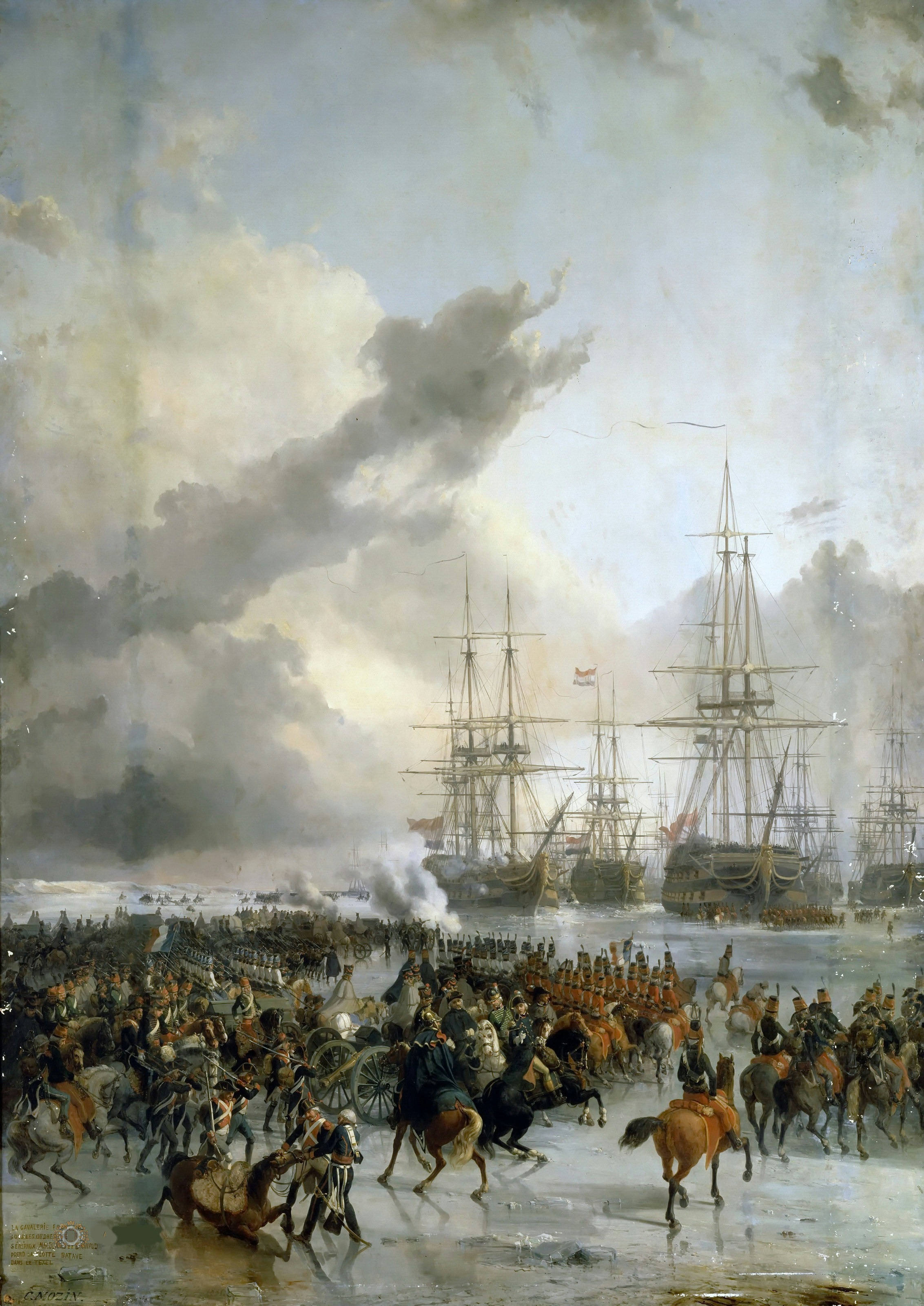
La cavalleria francese cattura a Texel la flotta olandese bloccata dai ghiacci

Presa Ypres, Pichegru e l'Armata del Nord entrarono a Bruges il 1º luglio e il 3 a Ostenda. L'11 luglio Pichegru, che proveniva dalle Fiandre, e l'armata di Jourdan che aveva occupato Bruxelles, si congiunsero su una linea est-ovest che attraversava Malines, la capitale belga e Namur. Quindi i due generali occuparono il 27 luglio Liegi e Anversa, mentre le truppe della coalizione si disgregavano. Le divergenti finalità dei coalizzati venivano finalmente allo scoperto: gli olandesi e i britannici del duca di York posizionarono le loro forze a difesa dell'Olanda, mentre gli austriaci di Clerfayt, succeduto al Coburgo, si ritirarono dietro il fiume Roër, tra Lovanio e Tienen (Tirlemont), al fine di coprire Maastricht e le loro vie di comunicazione con Colonia e Coblenza. Dopo la rapida riconquista delle fortezze del Nord, Valenciennes, Condè, Le Quesnoy, Landrecies, che si arresero senza resistenza, gli eserciti francesi ripresero l'offensiva in settembre. L'Armata del Nord, da questo momento in avanti, fu impegnata solo in operazioni di rastrellamento e assedi. Il generale Moreau, temporaneamente al comando, riprese l'avanzata verso la Mosa, conquistando il 4 novembre Maastricht, messa precedentemente sotto assedio e cannoneggiata da Kléber. Pichegru riprese il comando il 5 dicembre e i francesi proseguirono la marcia, favoriti dal congelamento dei grandi fiumi che permise il loro rapido attraversamento. L'armata superò quindi con successo la Mosa, il Waal e il Leck, mentre le truppe della coalizione si frammentarono nella ritirata ripiegando in direzioni differenti, rinunciando a difendere l'Olanda. Il 2 dicembre il duca di York aveva già iniziato ad arretrare verso Hannover, mentre il Principe d'Orange evacuò le sue truppe e raggiunse la Gran Bretagna; di conseguenza i Paesi Bassi vennero occupati dal generale Pichegru senza grande difficoltà. Al seguito delle truppe francesi, ritornarono in patria i fuoriusciti olandesi della rivoluzione del 1787 e il 19 gennaio proclamarono la fondazione della Repubblica Batava. Il 23 gennaio 1795 la cavalleria francese arrivò a Texel e, in uno dei più famosi accadimenti della campagna, catturò la flotta olandese bloccata dai ghiacci.

## Il destino finale dell'Armata
Pichegru rimase al comando dell'Armata del Nord fino al 20 marzo 1795, quando fu richiamato a Parigi e il suo posto venne di nuovo preso dal generale Moreau, che lo avrebbe mantenuto fino al 29 marzo dell'anno successivo. Dopo complesse trattative e molte incertezze tra i francesi sugli obiettivi territoriali da raggiungere, i colloqui di pace tra la Francia e la Prussia sfociarono nella prima pace di Basilea del 5 aprile 1795 con la quale quest'ultima concedeva la linea del Reno alla Francia. Il 26 maggio del 1795, per ordine del ministero della Guerra reso esecutivo il successivo 20 giugno, l'Armata del Nord venne quindi ridotta al numero di 25 000 uomini e al rango di semplice corpo di occupazione nella Repubblica Batava, con guarnigioni in Belgio e nei dipartimenti del Nord. La maggior parte della forza divenuta così disponibile fu incorporata nell'Armata della Sambre e della Mosa e nell'Armata delle Coste di Cherbourg (Armée des côtes de Cherbourg).
Dopo un brevissimo temporaneo comando di Souham tra il 30 marzo e il 3 aprile del 1796, il 4 aprile quello che restava dell'Armata del Nord fu posto sotto il comando del generale Beurnonville, che lo mantenne fino al 15 settembre quando assunse a Colonia il comando dell'Armata della Sambre e della Mosa, raggiungendola con il grosso delle forze del Nord. Il comando delle truppe rimaste nella Repubblica Batava fu affidato al generale Antoine Alexandre Dejean, che lo mantenne ad interim fino al 24 settembre 1797 col titolo di comandante provvisorio dell'Armata del Nord.
Il 25 settembre del 1797 il comando tornò nelle mani di Beurnonville, che lo conservò fino al 7 novembre. Con nuovo decreto ministeriale del 25 ottobre, reso esecutivo l'8 novembre, lo Stato maggiore fu infatti congedato e l'Armata del Nord cessò ufficialmente di esistere, mentre le truppe rimasero nella repubblica Batava con la denominazione di divisions françaises stationnées dans la République batave ("divisioni francesi stazionanti nella Repubblica Batava"), provvisoriamente ancora sotto il comando di Beurnonville.